# Sperrstelle Zugerberg

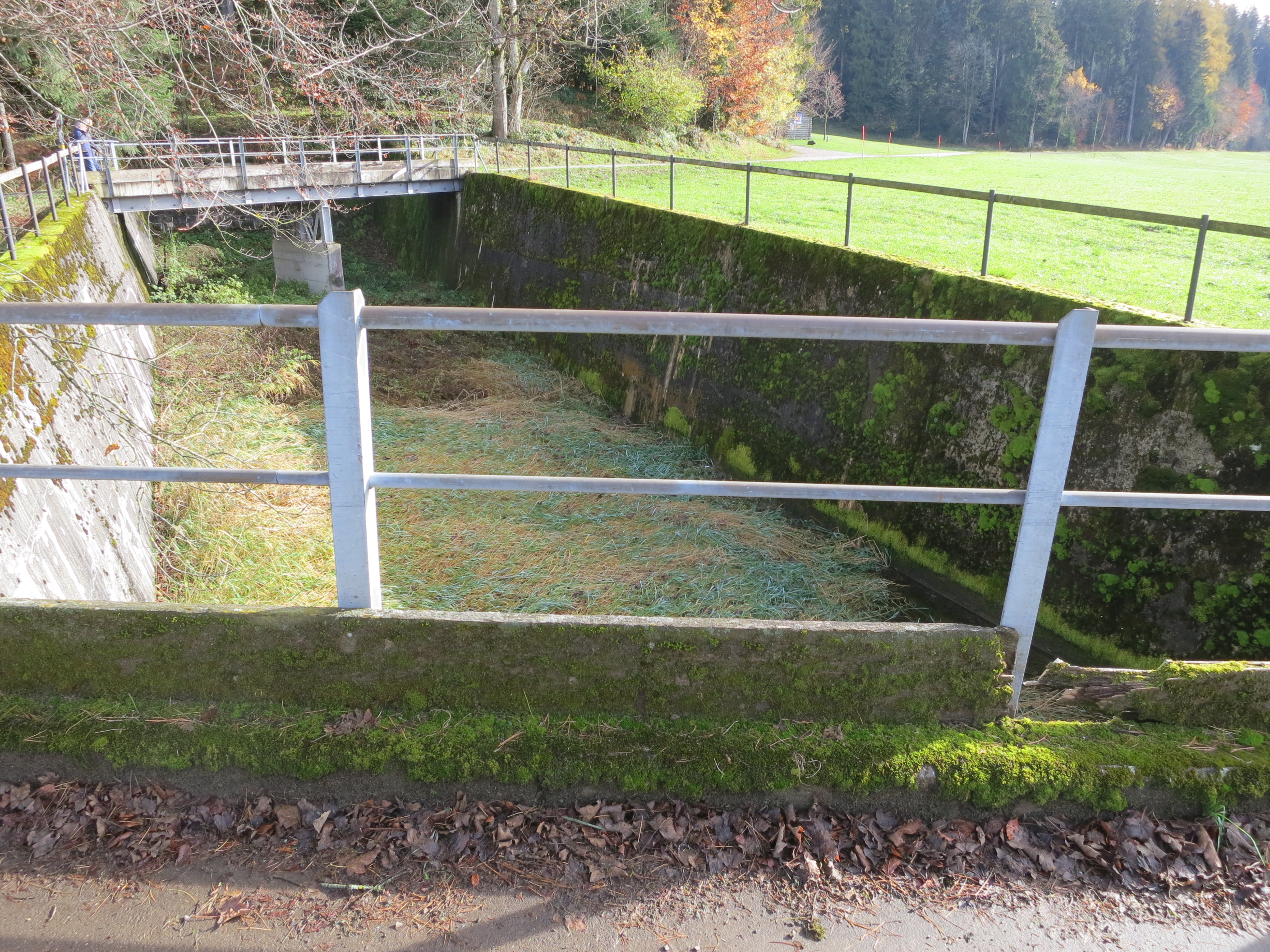
Tankgraben Geissboden T 3660

Die Sperrstelle Zugerberg (Armeebezeichnung Nr. 2410)  war eine Grenzbefestigung der Schweizer Armee. Sie befindet sich am ehemaligen Reduiteingang auf dem Zugerberg im Kanton Zug. Der nördlichste Stützpunkt der Reduitlinie wurde ab 1940 gebaut, gehörte zum Einsatzraum der 6. Division und ab 1947 zur Reduitbrigade 24.
Als einer der Hauptstützpunkte der Reduitlinie gilt die Sperrstelle als militärhistorisches Denkmal von nationaler Bedeutung.

## Geschichte
Während des Zweiten Weltkriegs gab die von General Guisan befohlene neue Armeestellung im Reduit (Operationsbefehle Nr. 11, 12, 13) den Anstoss zum Bau der Sperrstelle. Die 6. Division wurde von der Limmatstellung zur Verstärkung des linken Flügels des 4. Armeekorps abgezogen und erhielt den Auftrag, mit ihren vier Detachementen «Biberbrücke», «Alosen», «Zugerberg» und «Rigi» die Linie westlich des Etzels-Schindellegi-Gotschalkenberg-Zugerberg-Rigi bis zum Vierwaldstättersee zu halten und einen Vorstoss des Gegners in den Talkessel von Schwyz zu verhindern. Vortruppen sollten eine feindliche Landung am linken Zürichseeufer (Oberrieden bis Bäch) verhindern.
Der Grossteil der Division sollte hinter Sihl auf der Linie Finstersee-Gubel-Allenwinden-Südausgang Zug eine Verteidigungsstellung einnehmen, und ein Detachement hatte den Raum zwischen Zuger- und Vierwaldstättersee mit der Sperrstelle Oberarth zu sperren. Der Auftrag blieb bis zum Ende der Reduitzeit unverändert.
Die Sperrstelle Zugerberg bildete den Abschnitt der Reduitgrenze vom Zugersee über den Zugerberg bis zur Sperrstelle Unterägeri. Damit sollte ein gegnerischer Stoss über den bewaldeten voralpinen Zugerberg Richtung Arth-Goldau verhindert werden. Beim Bau dieses Abschnitts der Reduitlinie berücksichtigte die 6. Division ihre Erfahrungen aus der Festung Uetliberg der Limmatstellung. Ab 1940 entstanden – durch zivile Bauunternehmungen ausgeführt – innert Monaten im Kanton Zug über 150 Objekte, wovon ein Drittel im Raum Zugerberg.
Das Festungsdispositiv bestand aus mehreren Teilsperren, die mit Panzer- und Infanteriehindernissen und Sprengobjekten sowie Infanteriebunkern den Verteidigungskampf der Infanterieregimenter und Füsilierbataillone verstärkten. Diese konnten Artilleriefeuer der mobilen Artillerie, teilweise aus betonierten Geschützstellungen und aus Artilleriewerken im Kanton Schwyz, anfordern. Fliegerabwehrbatterien hatten die Sperren gegen Luftangriffe zu schützen. Auf dem bewaldeten Hünggigütsch standen zwei getarnte Holztürme, die auf Wipfelhöhe 20-mm-Flabkanonen trugen, deren Betonsockel heute noch vorhanden sind.
Der Reduiteingang auf dem Zugerberg wurde mit einem Geländepanzerhindernis in Form eines doppelten Tankgrabens (Vorderer und Hinterer Geissboden) mit 300 Meter Abstand gesichert. Zur Panzerabwehr waren mehrere Bunker der Sperre mit einer 7,5-cm-Feldkanone Modell 03 auf Parallelhebellafette ausgerüstet. Für die Stosstrupps wurden betonierte Unterstände erstellt. In den 1950er Jahren erhielten die Bunker Zugerberg 1 A 7257 im Hintergeissboden und Zugerberg 2 A 7254 im Vordergeissboden je eine moderne Panzerabwehrkanone 50 mit Kaliber 9 cm auf Pivotlafette und Hohlladungsmunition.
Die Sperre Zugerberg wurde anfänglich vom Infanterieregiment 26 besetzt und zuletzt von der Gebirgsfüsilierkompanie III/149 und der Werkkompanie 48.

## Sperrstelle Zugerberg
Die Festungsanlagen bestehen aus Strassenbarrikaden, Geländepanzerhindernissen (GPH) in Form von Tankgraben und Tankmauern, Panzerabwehrbunkern, Maschinengewehrbunkern, Unterständen, Artillerie-Kommandoposten-Kavernen, Artilleriebunkern und permanenten Artilleriegeschützbettungen für die Aufnahme von Feldgeschützen der Kaliber 7,5 cm:
- Unterstand Hünggigütsch 1 A 7249 ⊙
- Unterstand Hünggigütsch 4 A 7250 ⊙
- Unterstand Hünggigütsch 3 A 7251 ⊙
- Unterstand Hünggigütsch 2 A 7252 ⊙
- Unterstand Hünggigütsch 5 (Sanität) A 7253 ⊙
- Infanteriebunker Zugerberg 2 Nord A 7254: Panzerabwehrkanonen (Pak), Beobachter (Beob) ⊙
- Infanteriekanonenschild (Ik-Schild) Vordergeissboden A 7255 ⊙
- Unterstand Zugerberg 3 A 7256	⊙
- Infanteriebunker Zugerberg 1 Süd A 7257: Pak, Beob ⊙

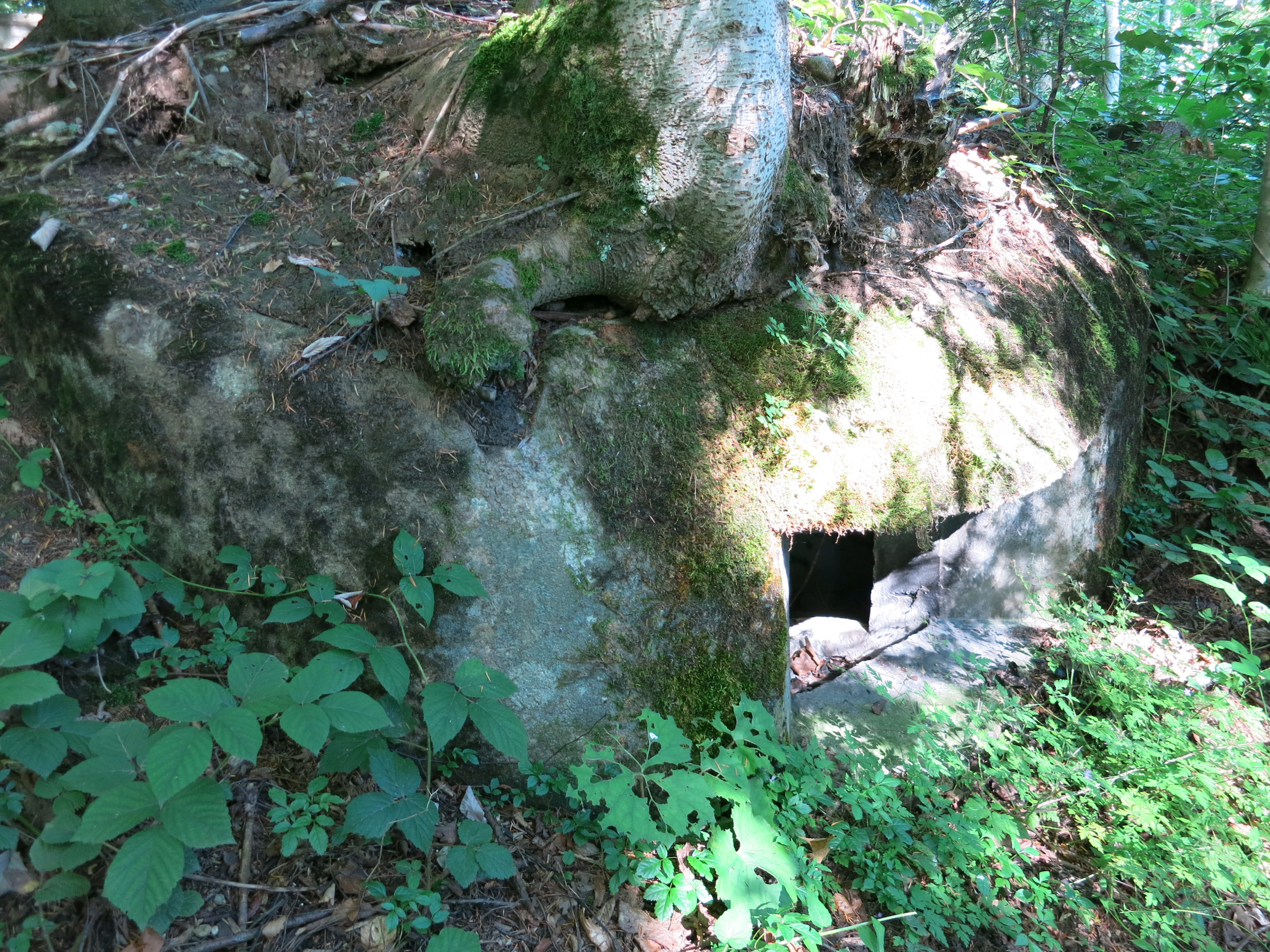
Infanteriekanonenschild Vordergeissboden A 7255
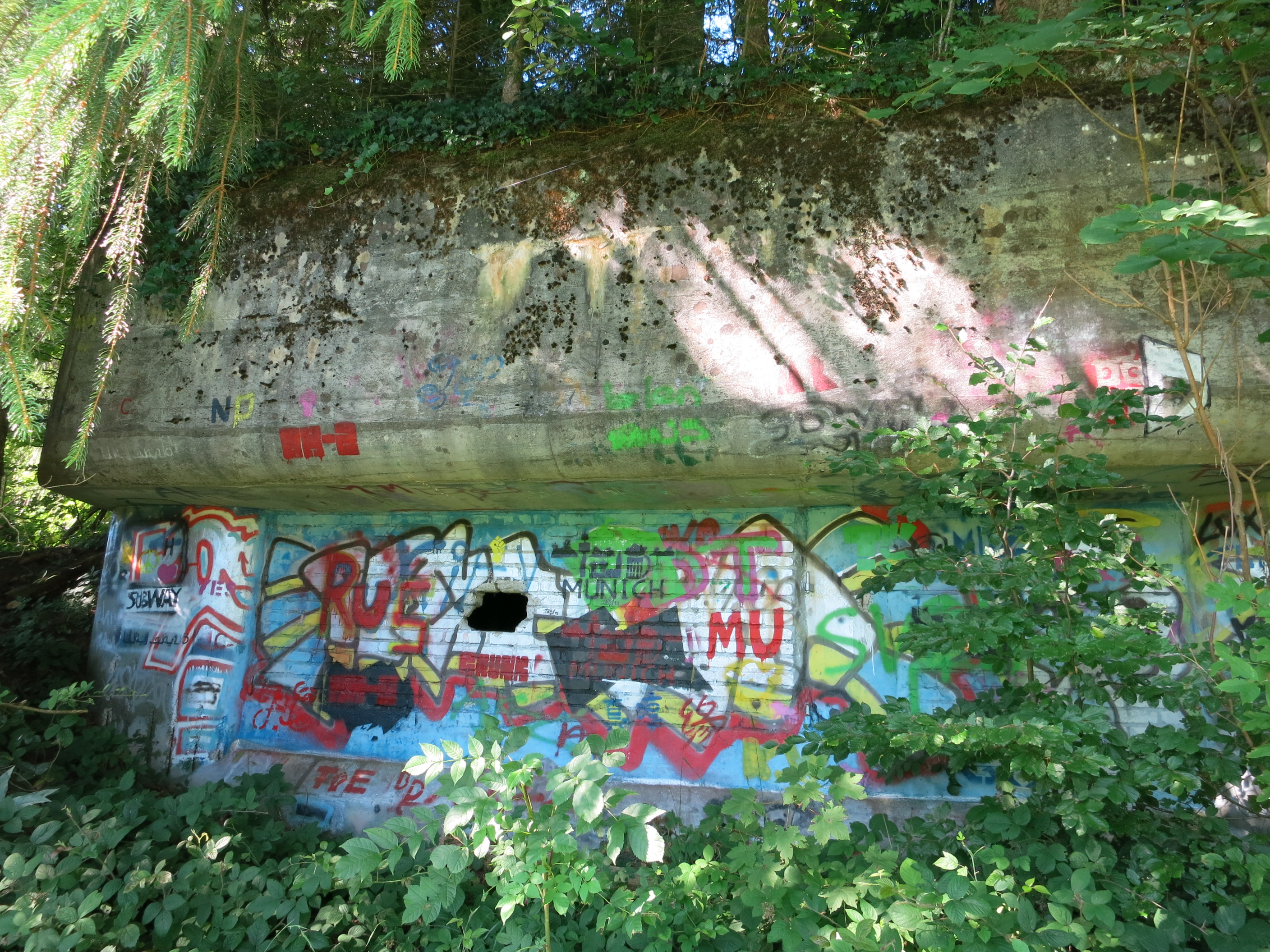
Infanteriebunker Zugerberg 2 Nord A 7254
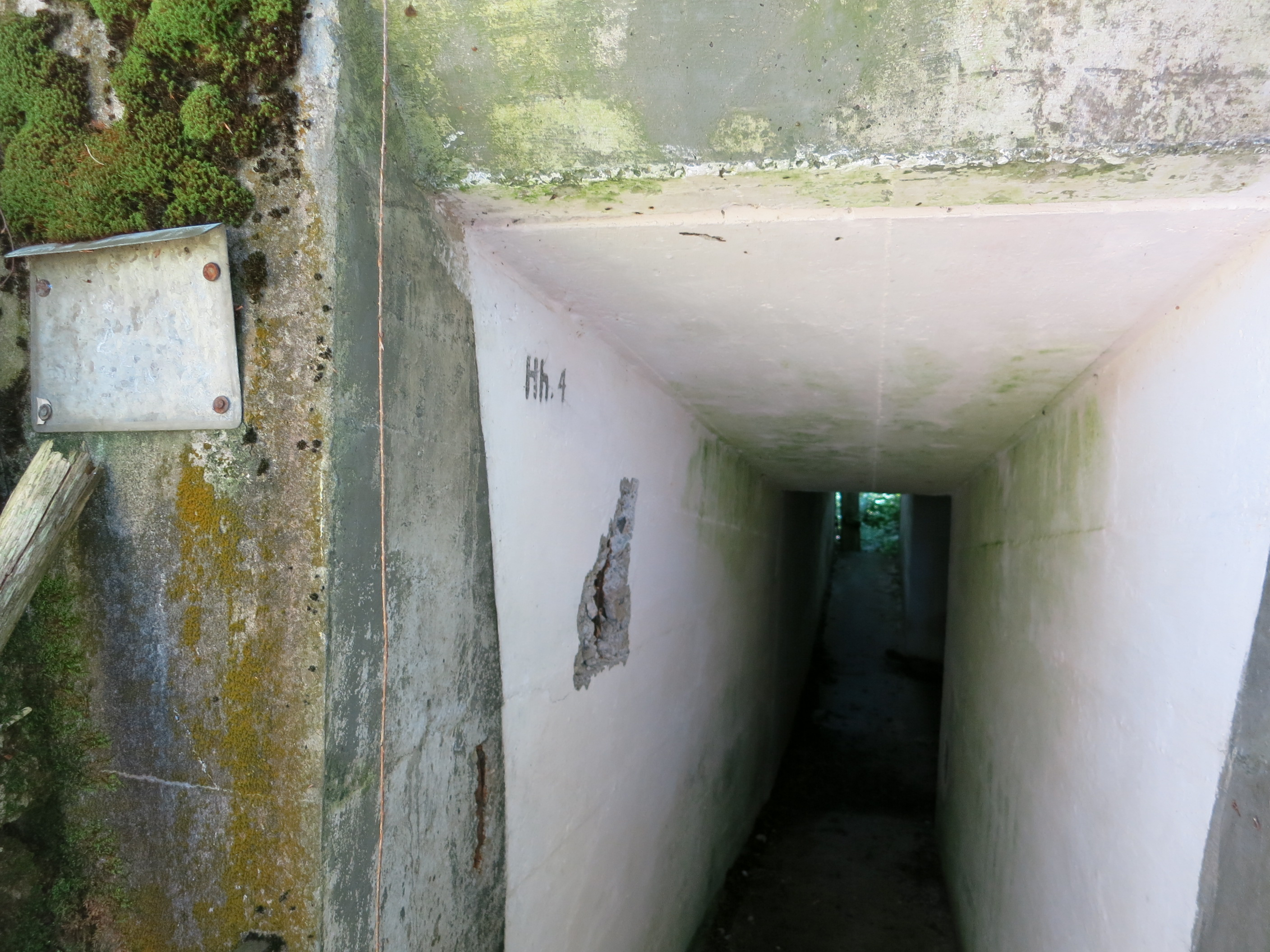
Unterstand Hünggigütsch 4 A 7250
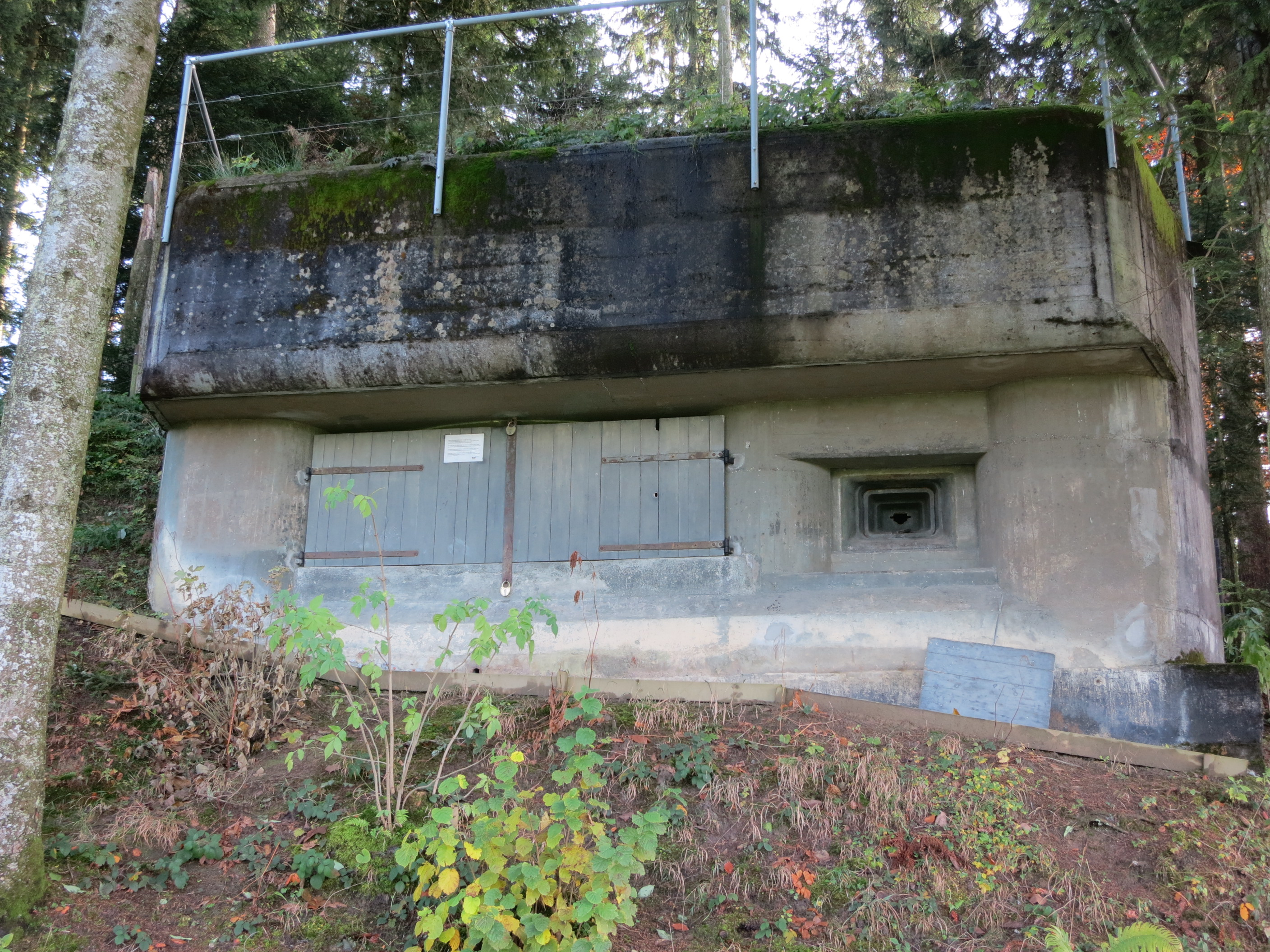
Infanteriebunker Zugerberg 1 Süd A 7257

- Kommandoposten Pandur A 7258: Art KP ⊙
- Unterstand Nollen 1 A 7259 ⊙
- Unterstand Nollen 2 A 7260 ⊙
- Unterstand Kleinstollen A 7261 ⊙
- Flabturm aus Holz für 20-mm-Kanonen (Hünggigütsch A) ⊙
- Flabturm aus Holz für 20-mm-Kanonen (Hünggigütsch B) ⊙
- Zugsunterstand Schaeftboden ASU F 14470 ⊙
- GPH (Graben) Geissboden T 3660 ⊙
- GPH (Schienen) Geissboden T 3660
- Barrikade Geissboden links der Brücke T 3660.01
- Barrikade Geissboden rechts der Brücke T 3660.02
- Barrikade Geissboden Brücke T 3660.03
- GPH Vorder Geissboden T 3661	⊙
- Barrikade Vorder Geissboden T 3661.01
- Blasenberg T 3662
- Barrikade Zug-Schönegg Guggital T 3663
- Barrikade Hünggigütsch unten T 3664
- Barrikade Hünggigütsch unten T 3664.01
- Barrikade Sandblatten T 3666[4]

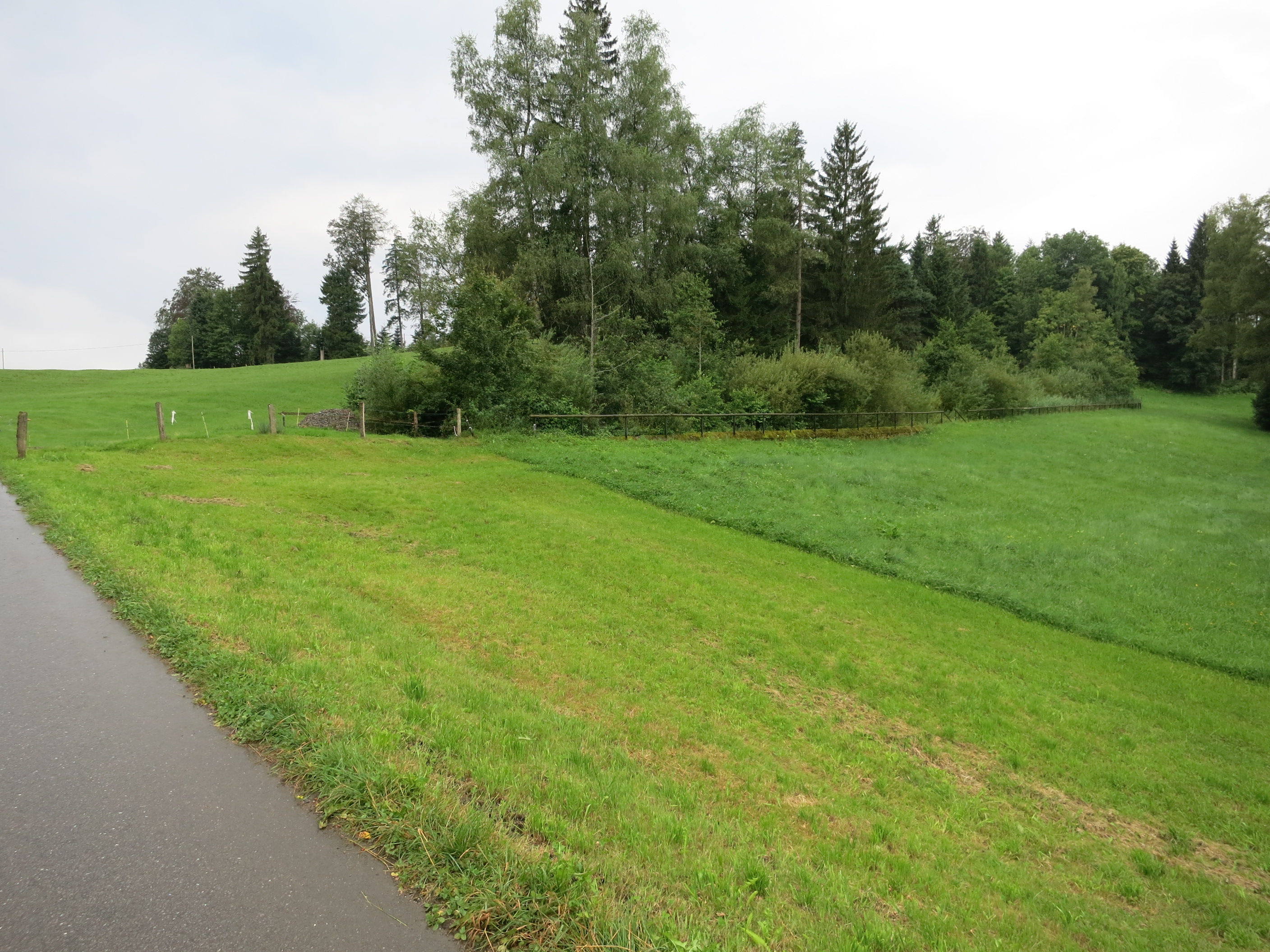
Tankgraben Vorder Geissboden T 3661
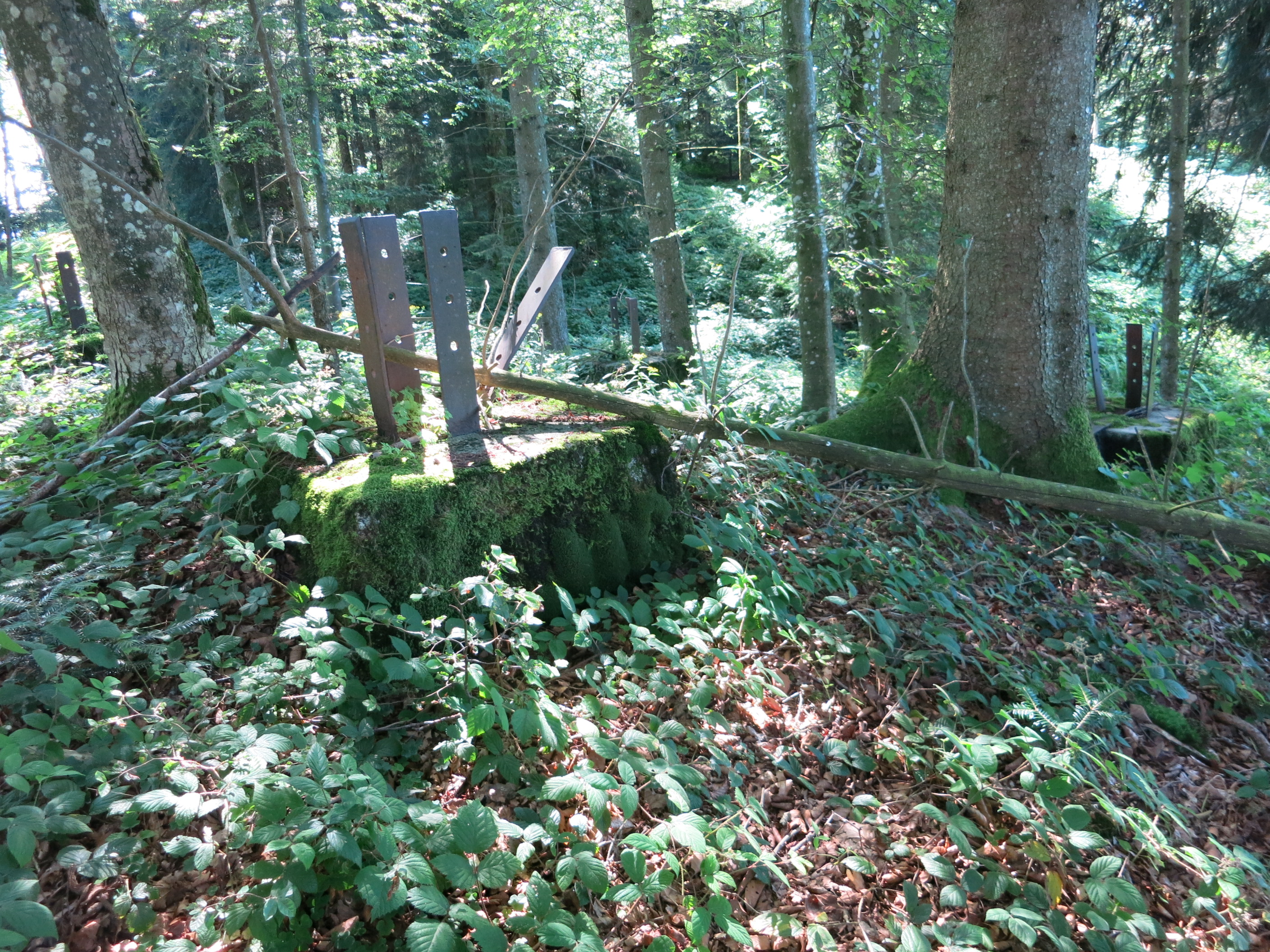
Flabturm Hünggigütsch beim Unterstand A 7250
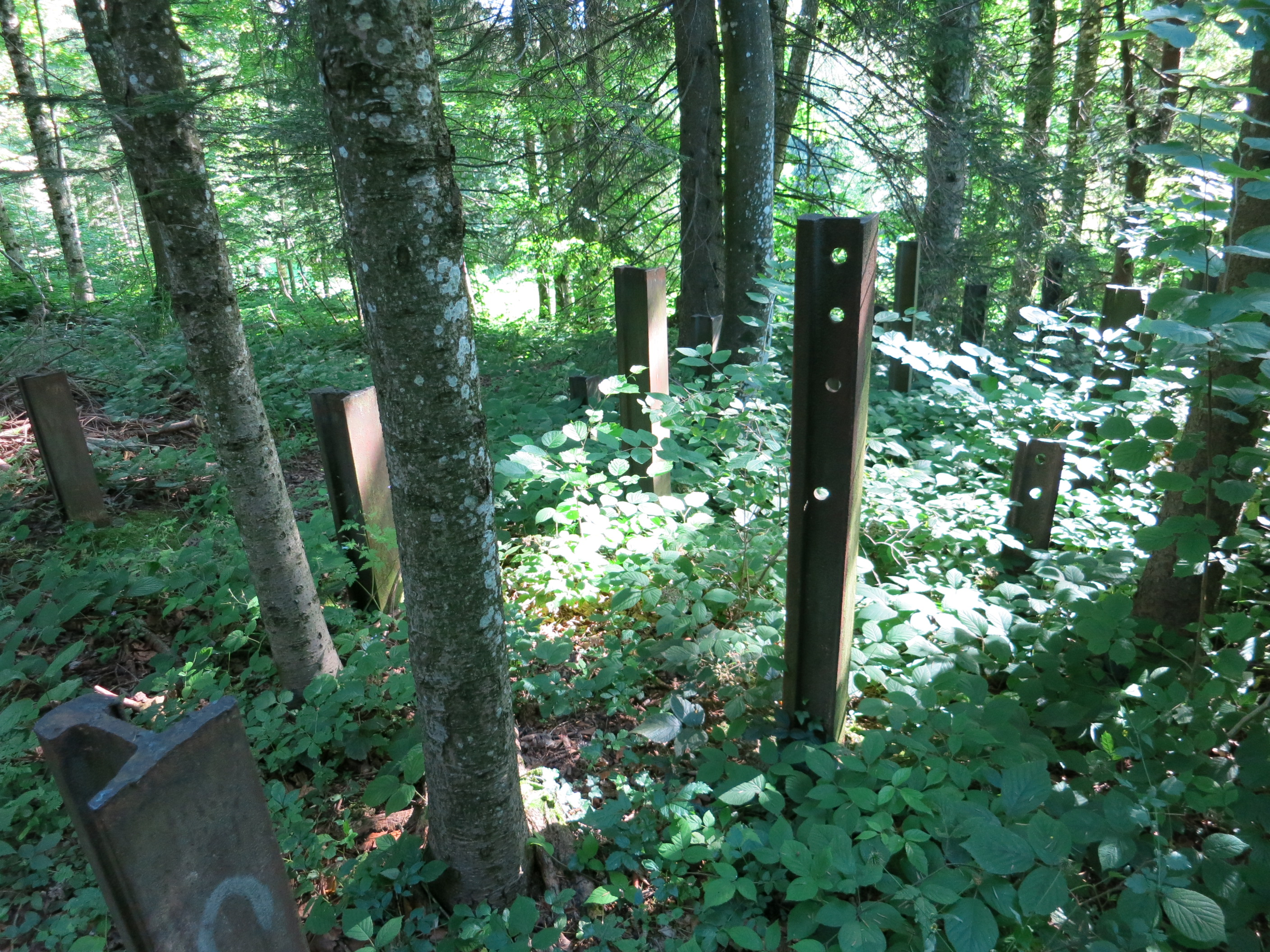
Schienenbarrikade Felsenegg
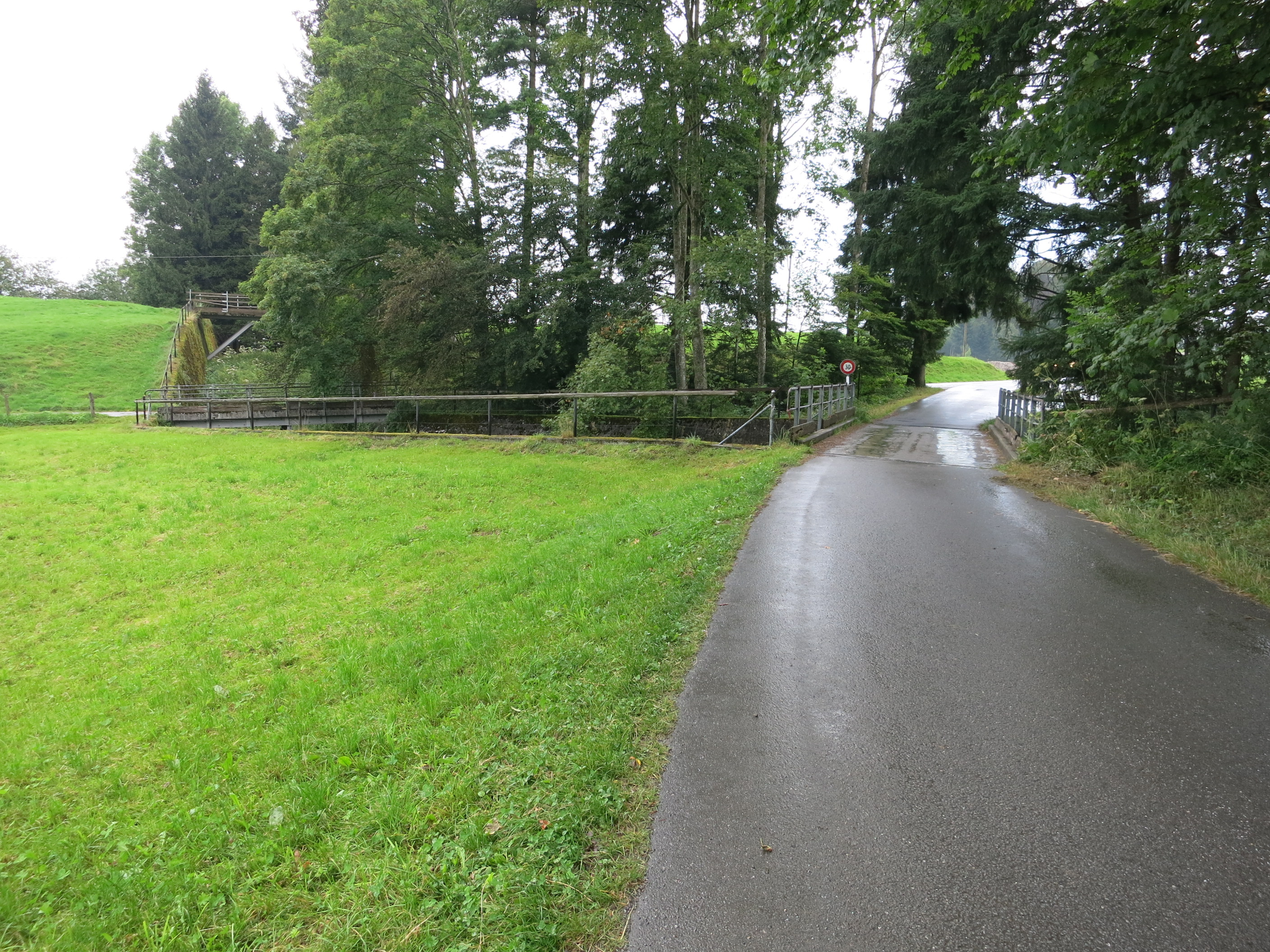
Zugerberg Tankgraben Hinter Geissboden T 3660

## Sperrstelle Unterägeri
Westlich der Lorze gegen den Zugerberg befindet sich mit der Sperrstelle Unterägeri (Armeebezeichnung Nr. 2412) die Fortsetzung der Linie Sperrstelle Feuerschwand-Schurtannen. Sie hatte einen gegnerischen Vorstoss von Menzingen und Baar Richtung Ägerisee zu verhindern. Die Sperrstelle Sigristboden (auch Sibrischboden, Armeebezeichnung Nr. 2411) wurde Mitte der 1980er Jahre in die Sperrstelle Unterägeri integriert.
- Infanteriebunker Sigristboden 1 Ost A 7245		⊙
- Pak-Ik-Garage Sigristboden A 7246 ⊙
- Permanente Waffenstellung Infanterie Ik-Schild A 7247		⊙
- Infanteriebunker Sigristboden 2 West A 7248 ⊙

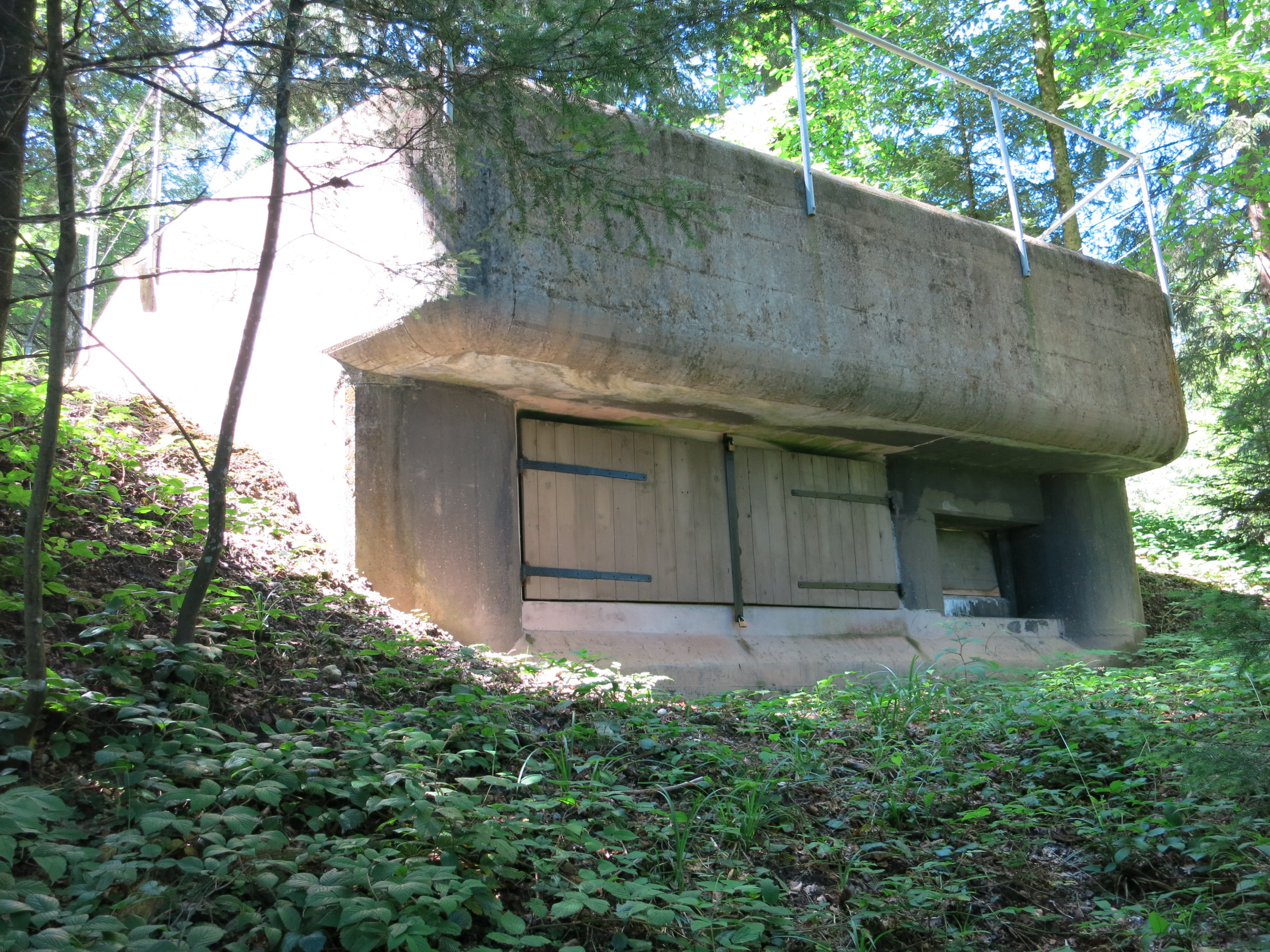
Infanteriebunker Sigristboden 1 Ost A7245
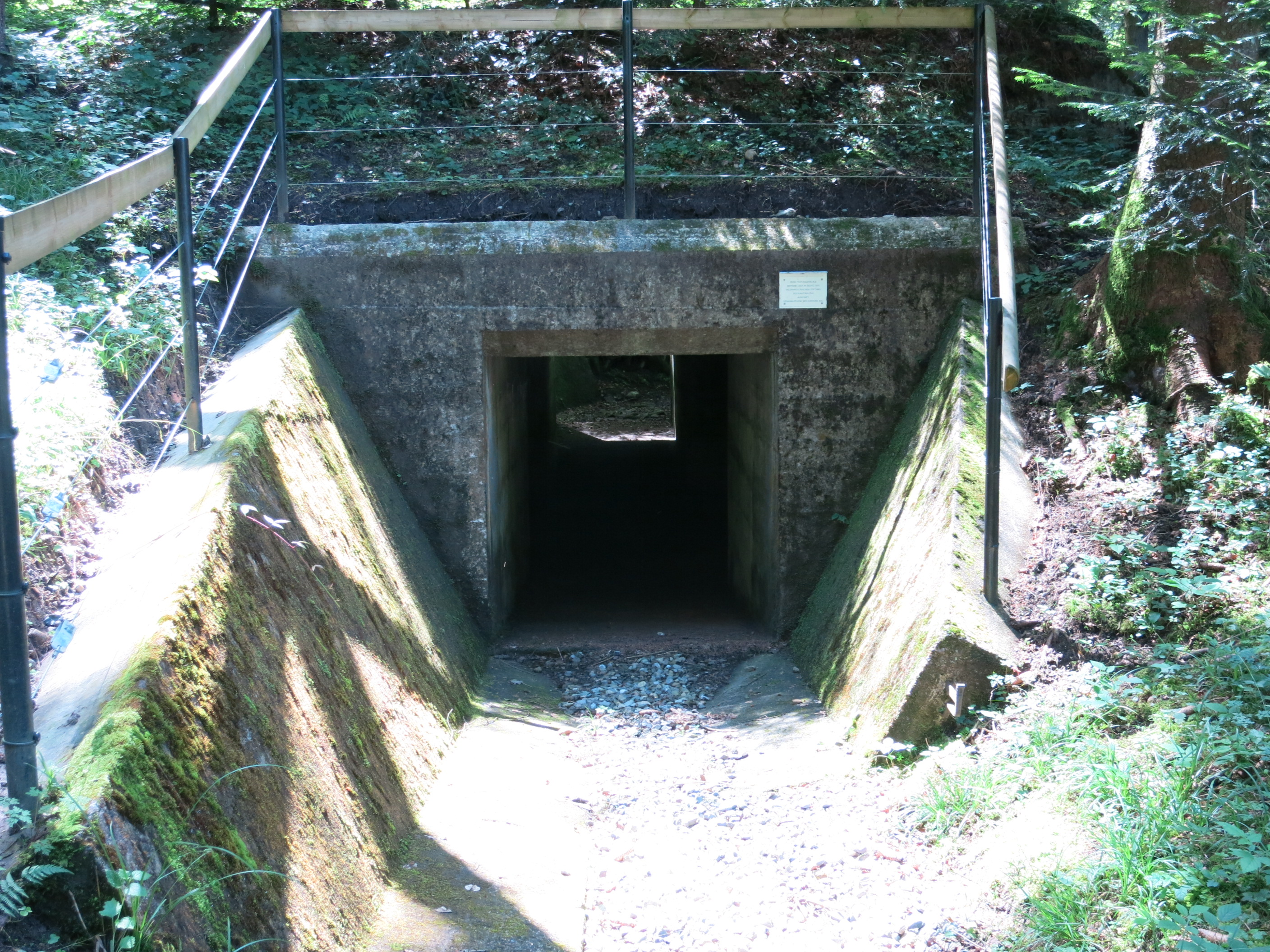
Infanteriekanonen-Garage Sigristboden A 7246
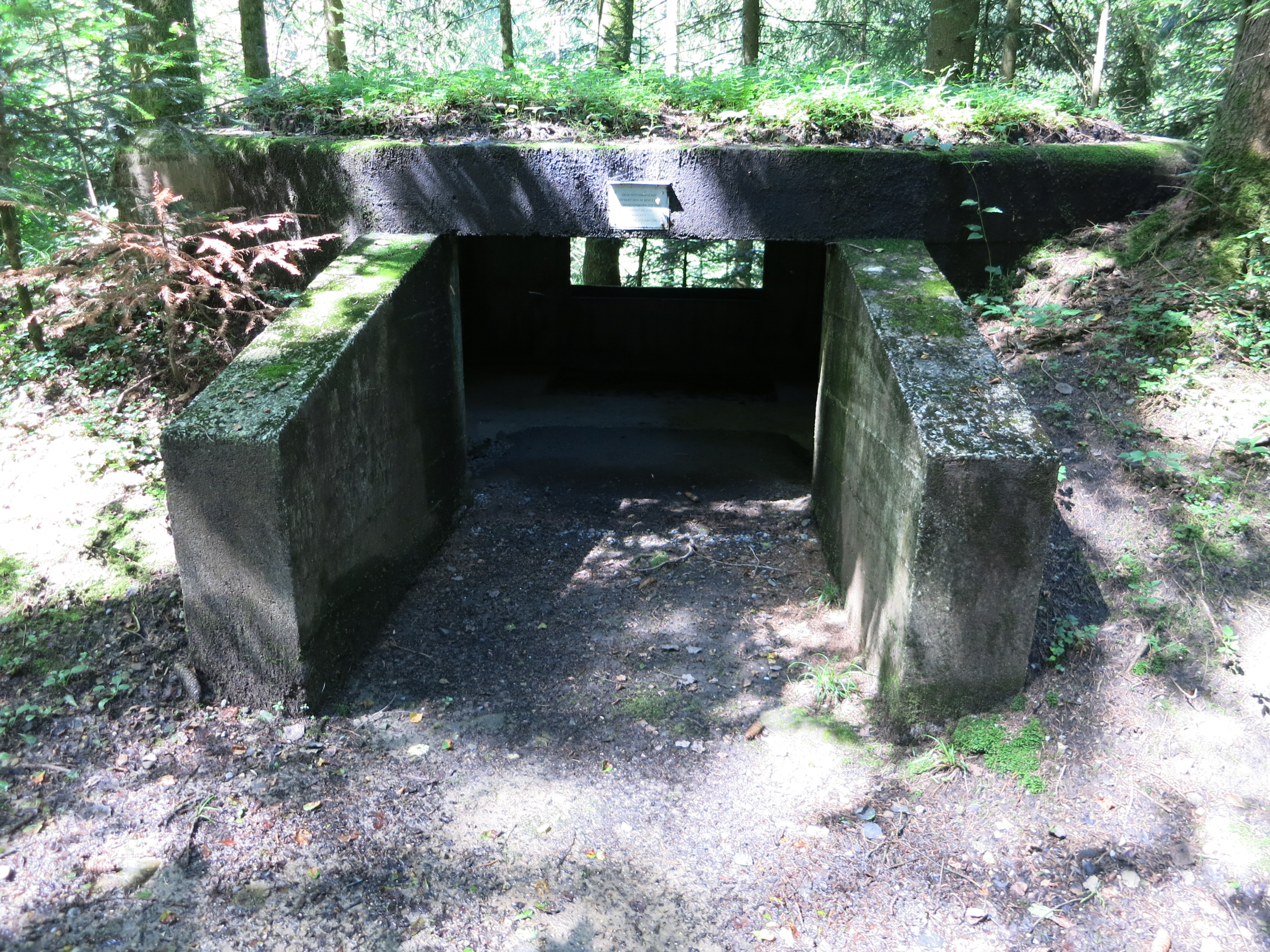
Infanteriekanonen-Schild Sigristboden A 7247
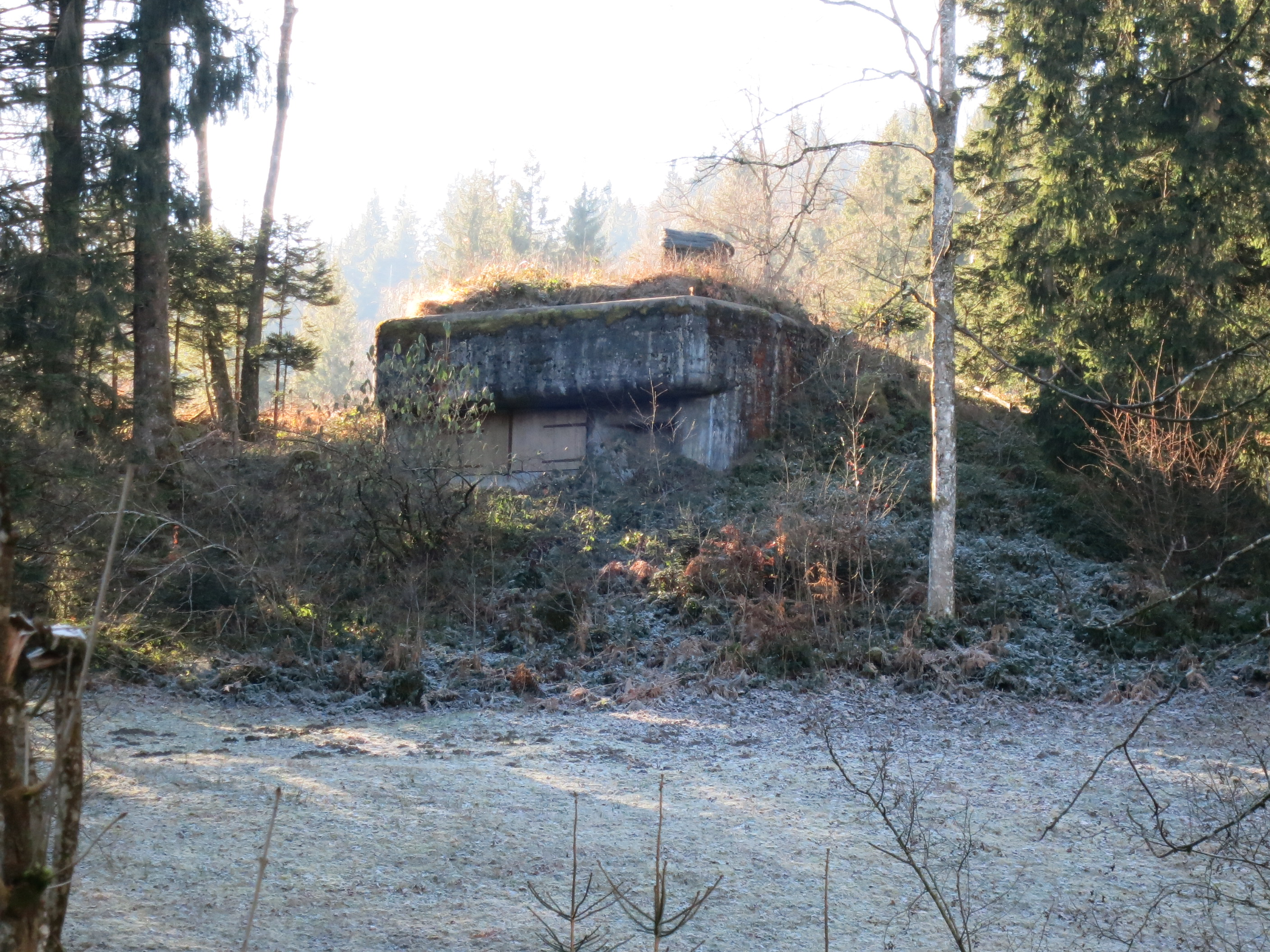
Infanteriebunker Sigristboden West 2 A 7248

- Sprengobjekt Hauptstrasse Unterägeri-Neuägeri M 2652
- Barrikade Waldheim Strasse T 3656
- Barrikade Innere Spinnerei T 3657
- GPH Büttenloch T 3658 ⊙
- Barrikade Büttenloch Strasse T 3658.01
- Barrikade Büttenloch Brücke T 3658.02
- GPH Sigristboden T 3659 ⊙ ⊙
- Barrikade links der Brücke T 3659.01
- Barrikade rechts der Brücke T 3659.02
- Barrikade Lorzentobelbrücke T 3702
- Barrikade Tobelweg T 3703
- Barrikade Allenwinden T 3705
- Barrikade Allenwinden T 3706[5]

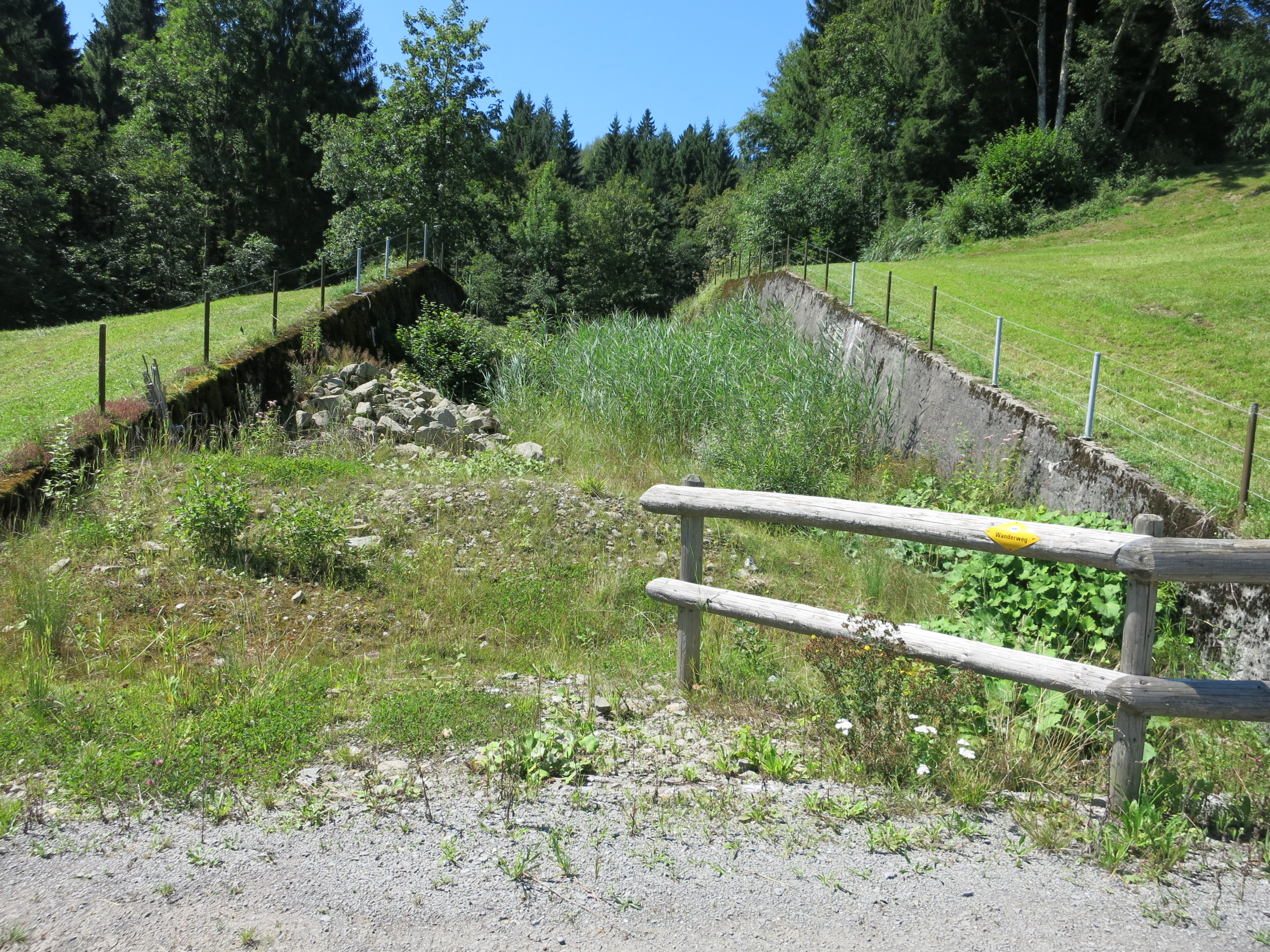
Tankmauer Sigristboden West T 3659
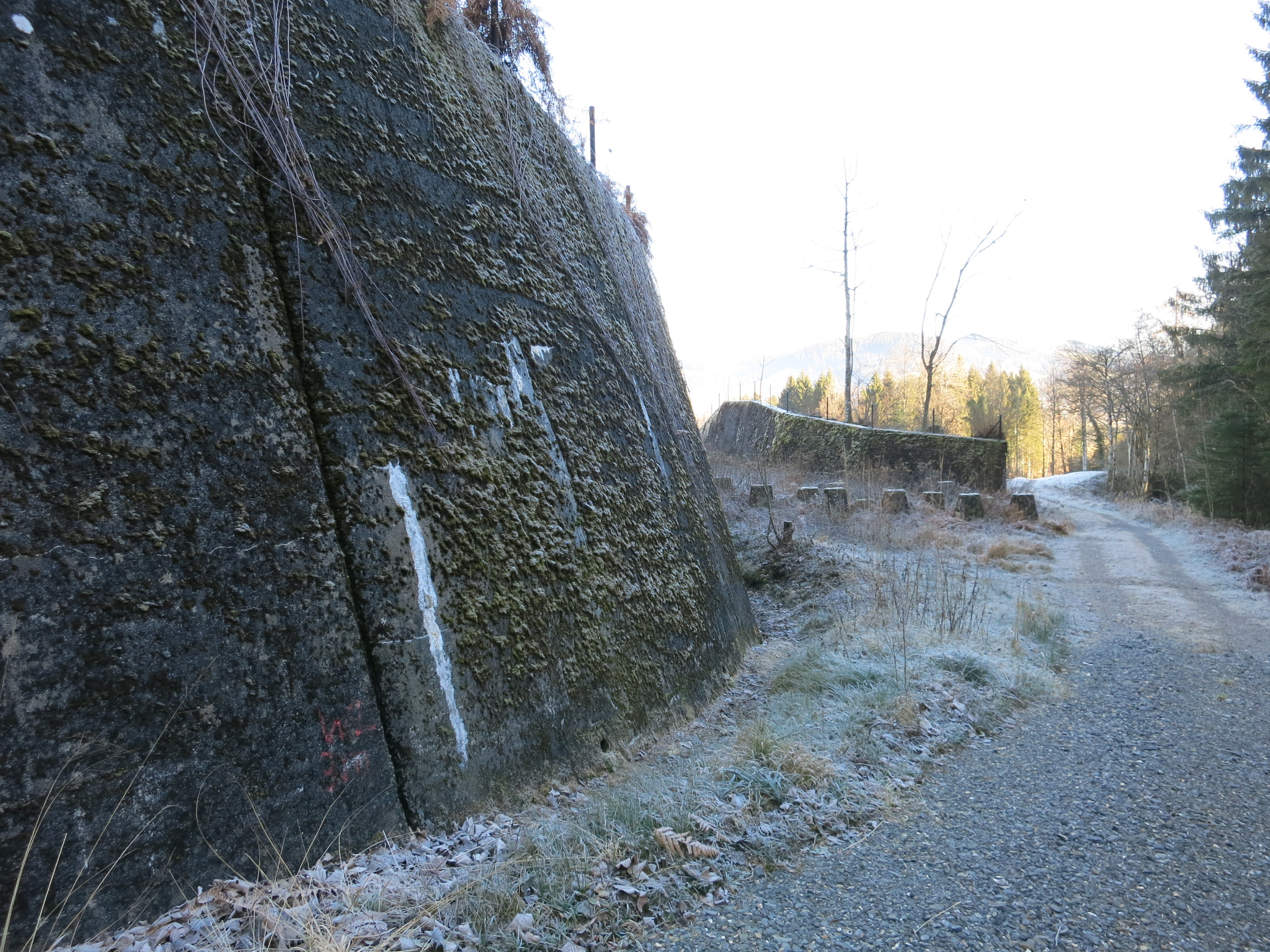
Tankmauer Sigristboden West T 3659
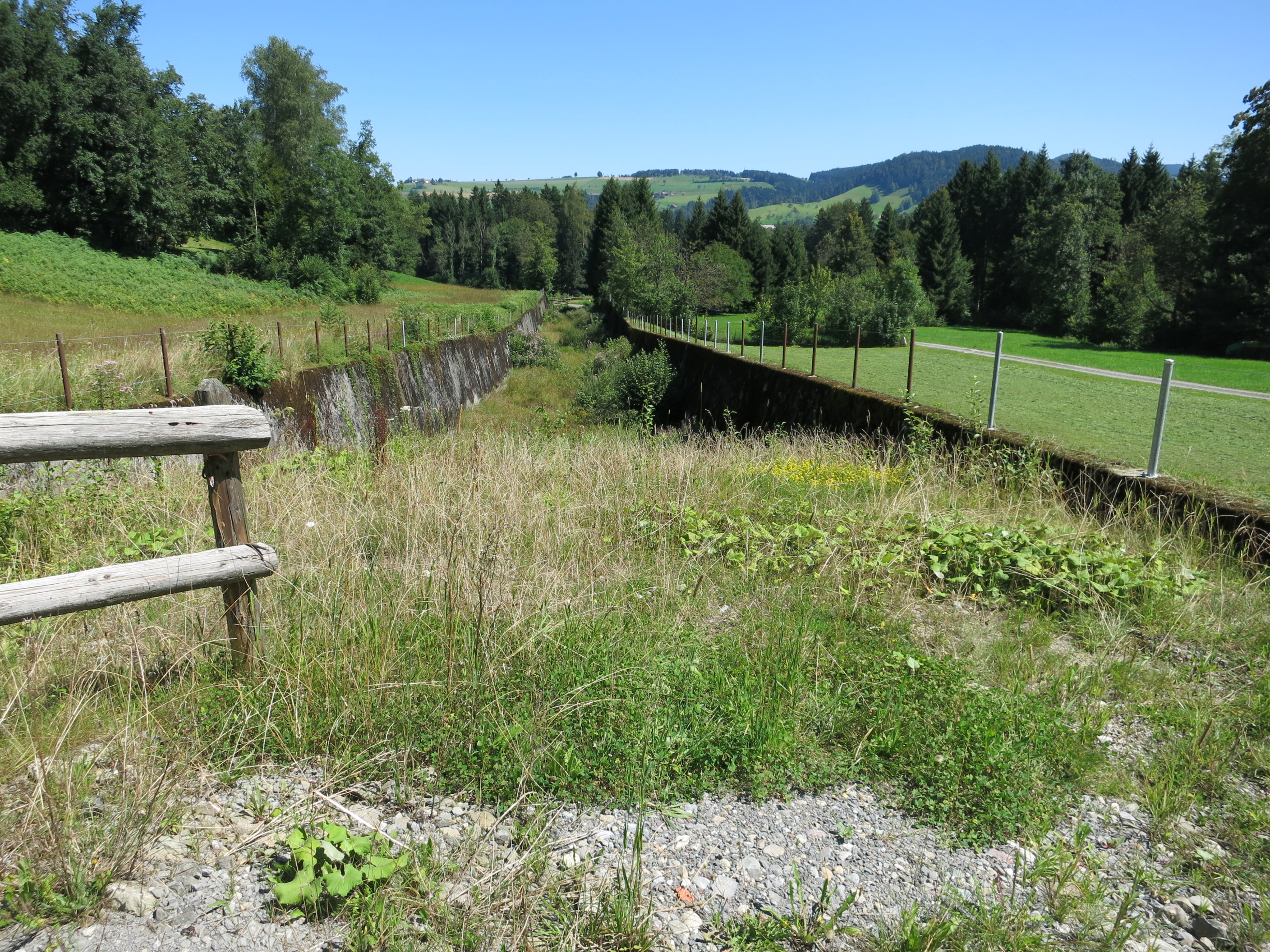
Tankmauer Sigristboden Nordost T 3665
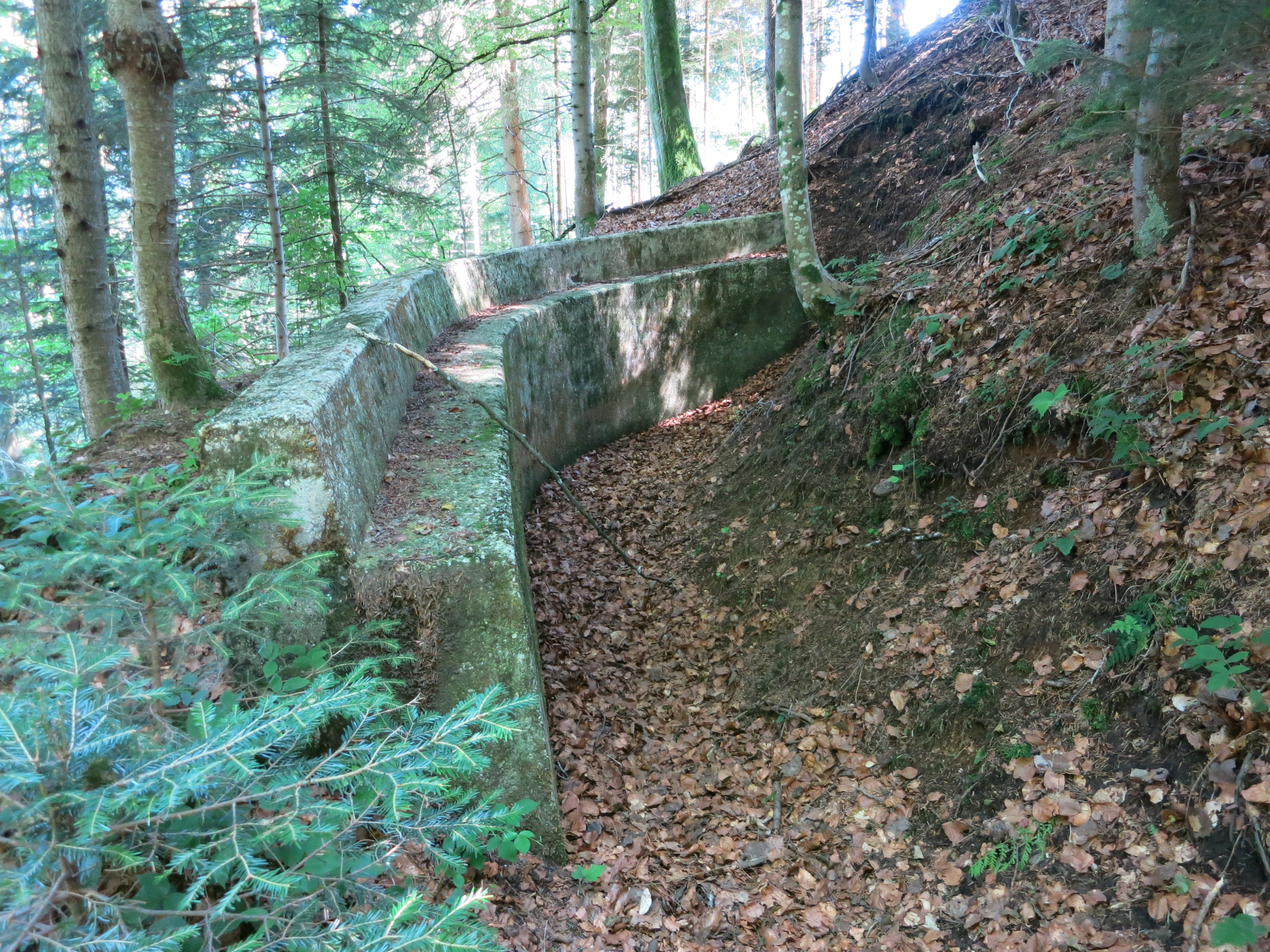
Betonierte Brustwehr bei A 7247

### Teilsperre Hinterwald-Windegg
Die Sperre Hinterwald-Windegg wurde vom Füsilierbataillon 106 besetzt und sollte durch das Lorzetal oder aus dem Plateau von Menzingen Richtung Ägerisee und Zugerberg vorstossende Infanterie stoppen.
- Unterstand Teufländibach A 7236 ⊙
- Infanteriebunker Hinterwald 1 A 7237 ⊙
- Infanteriebunker Hinterwald 2 A 7238 ⊙
- Infanteriebunker Hinterwald 3 A 7239 ⊙
- Kommandoposten Philippsburg A 7240: Mannschaftsraum ⊙
- Infanteriebunker Philippsburg A 7240: Mg-Stand ⊙
- Infanteriebunker Windegg A 7241: Gegenbunker zum Philippsburg A 7240 ⊙
- GPH Äussere Spinnerei T 3654	⊙
- Barrikade Äussere Spinnerei T 3654.01
- Barrikade Teufländibach T 3655

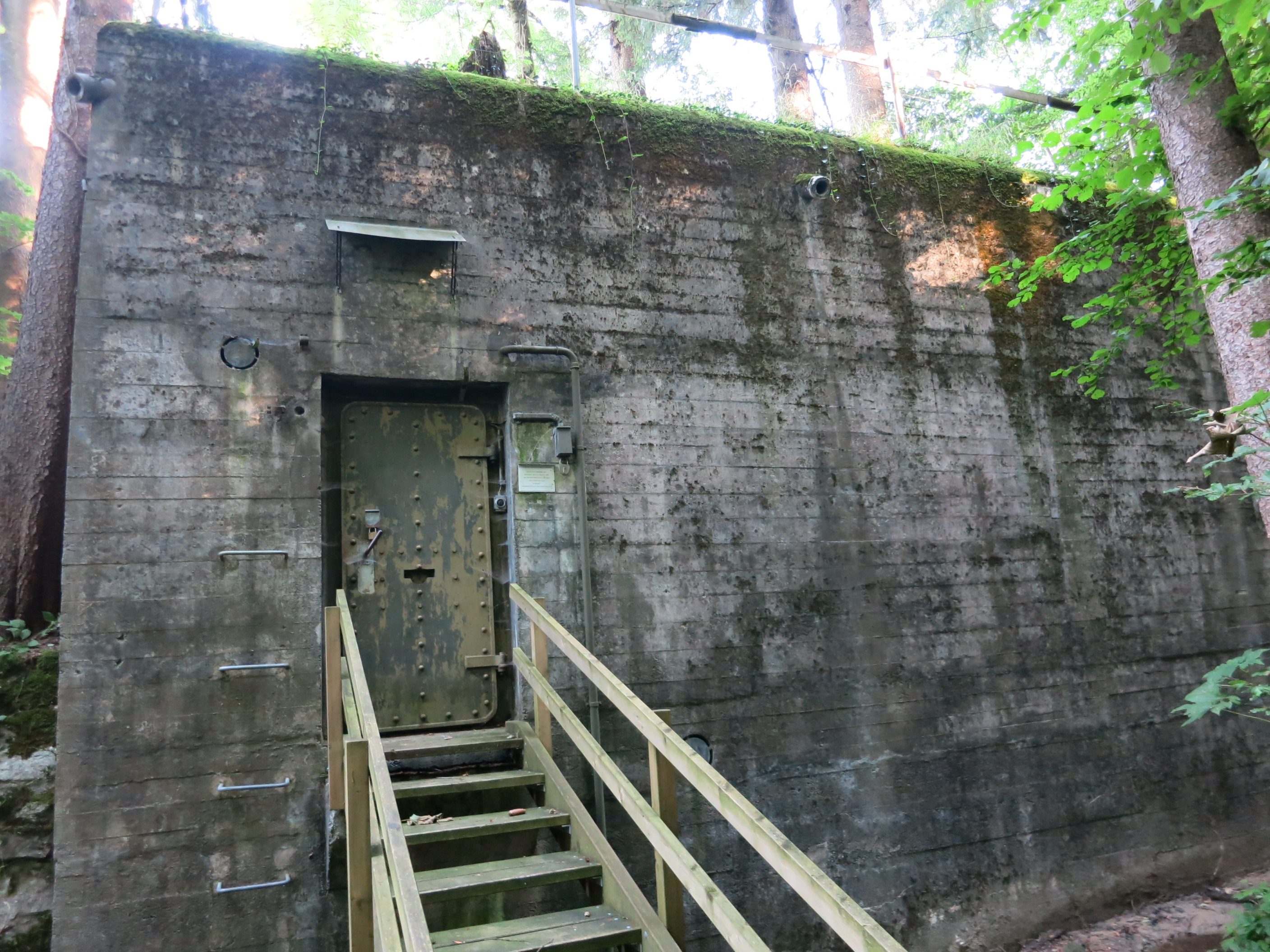
Kommandoposten KP Philippsburg A 7240
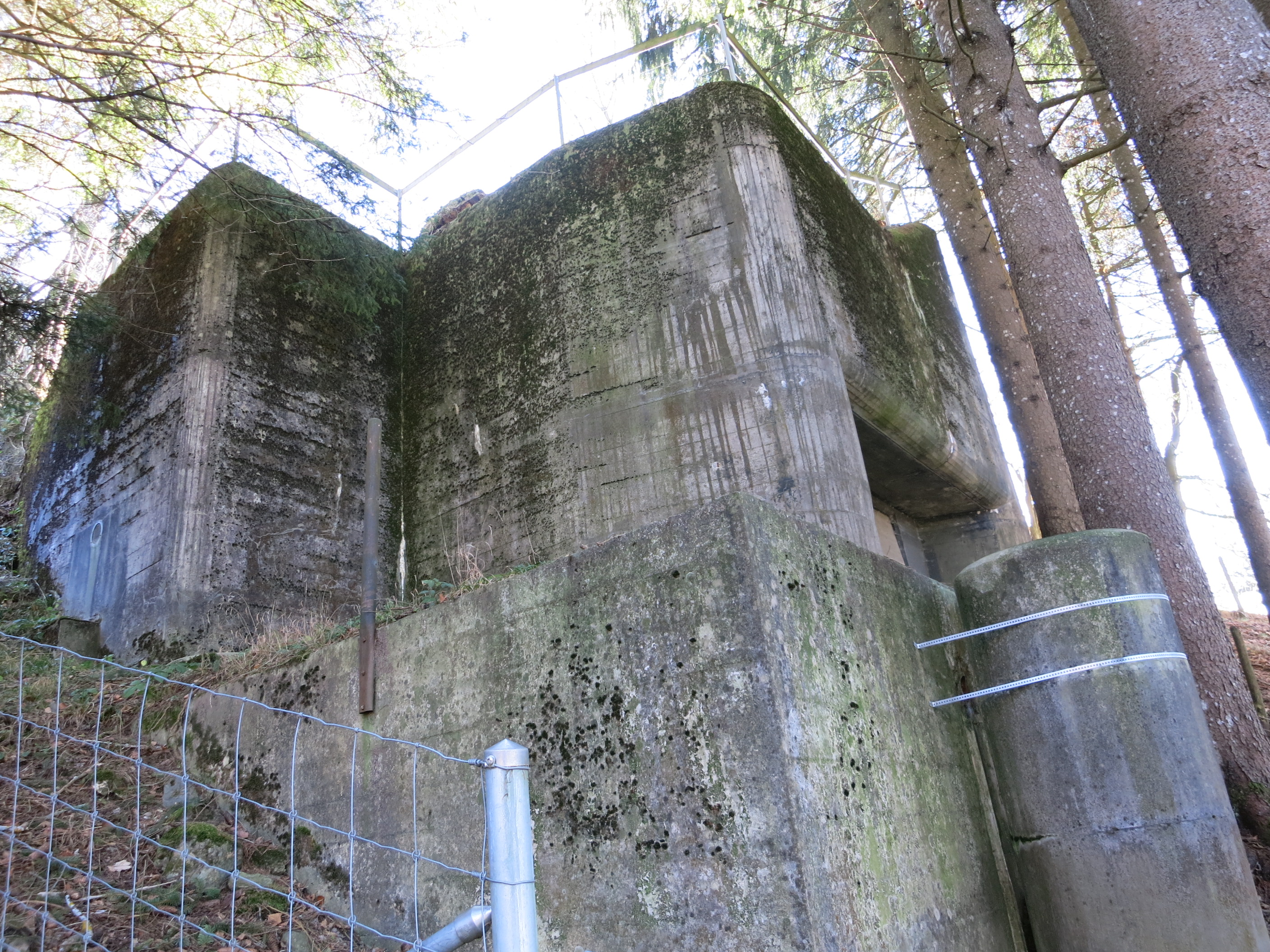
Infanteriebunker Philippsburg MG-Stand A 7240
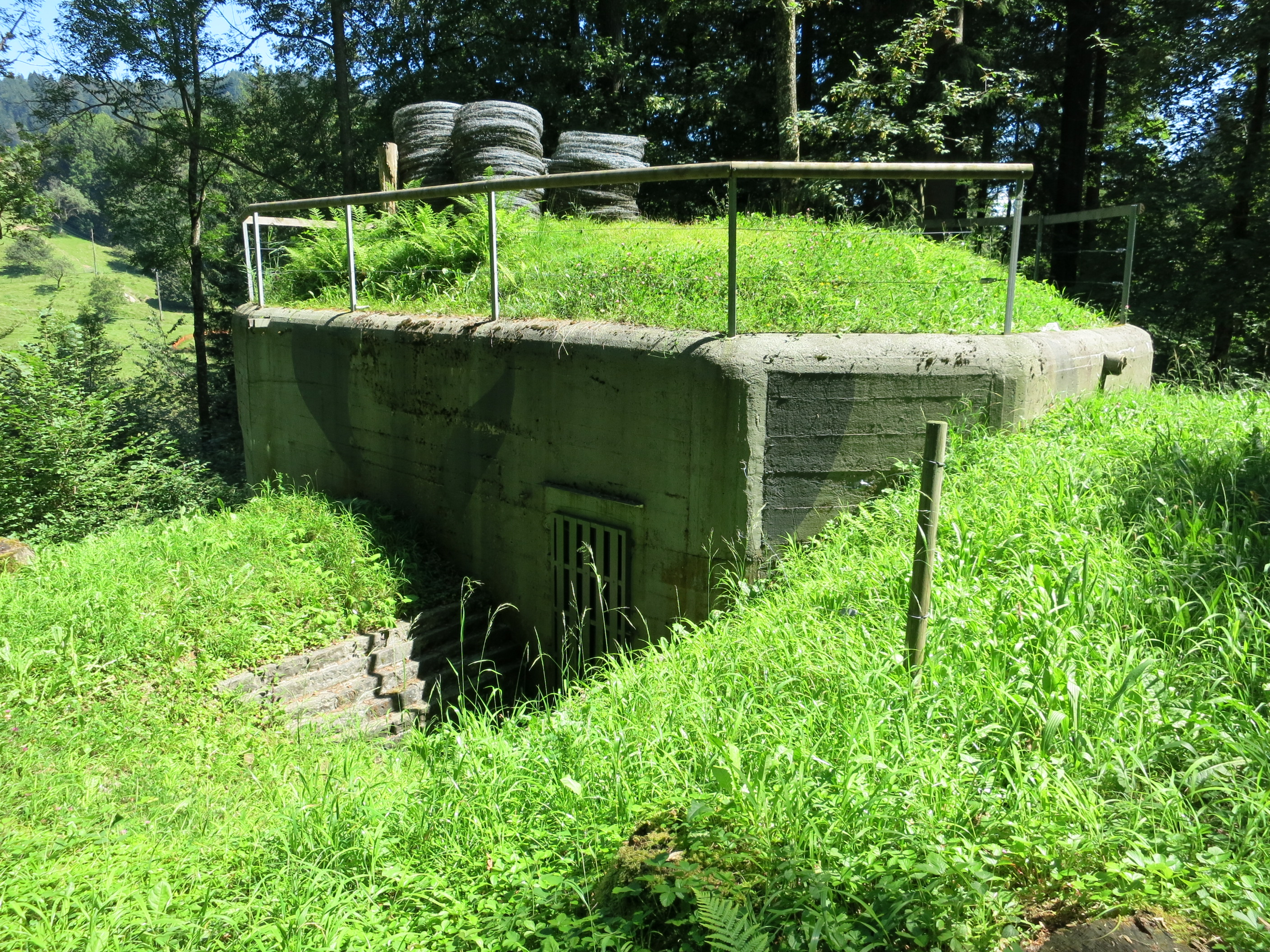
Infanteriebunker Windegg A 7241

## Artilleriestellung Bucklen
Die ehemalige Artilleriestellung der Feldartillerieabteilung 16 befindet sich bei Bucklen (Flurnamen) im unteren Hürital in der Gemeinde Unterägeri. Sie umfasst vier offene betonierte Stellungen für 7,5-cm-Feldkanonen 03/22 sowie zwei Unterstände:
- Artilleriestellung Bucklen West A 7262 ⊙
- Kleinunterstand Bucklen A 7263 ⊙
- Artilleriestellung Bucklen Ost A 7264 ⊙
- Artilleriestellung Illenberg West A 7265 ⊙
- Kleinunterstand Illenberg A 7266 ⊙
- Artilleriestellung Illenberg Ost A 7267 ⊙[6]

## Artilleriestellung Schüsselbach
Die ehemalige Artilleriestellung der Feldartillerieabteilung 16 befindet sich bei Im Fang (Flurnamen) in der Nähe des Schüsselbachs im mittleren Hürital in der Gemeinde Unterägeri. Sie umfasst zwei offene und zwei gedeckte betonierte Stellungen für-7,5-cm Feldkanonen 03/22 sowie einen Unterstand:
- Artilleriestellung Schüsselbach 1 Im Fang Ost A 7268 ⊙
- Artilleriestellung Schüsselbach 2 Im Fang West A 7269 ⊙
- Kleinunterstand Schüsselbach Im Fang A 7270 ⊙
- Artilleriestellung Schüsselbach 3 Ost A 7271 gedeckt ⊙
- Artilleriestellung Schüsselbach 2 West A 7272 gedeckt	⊙[7]

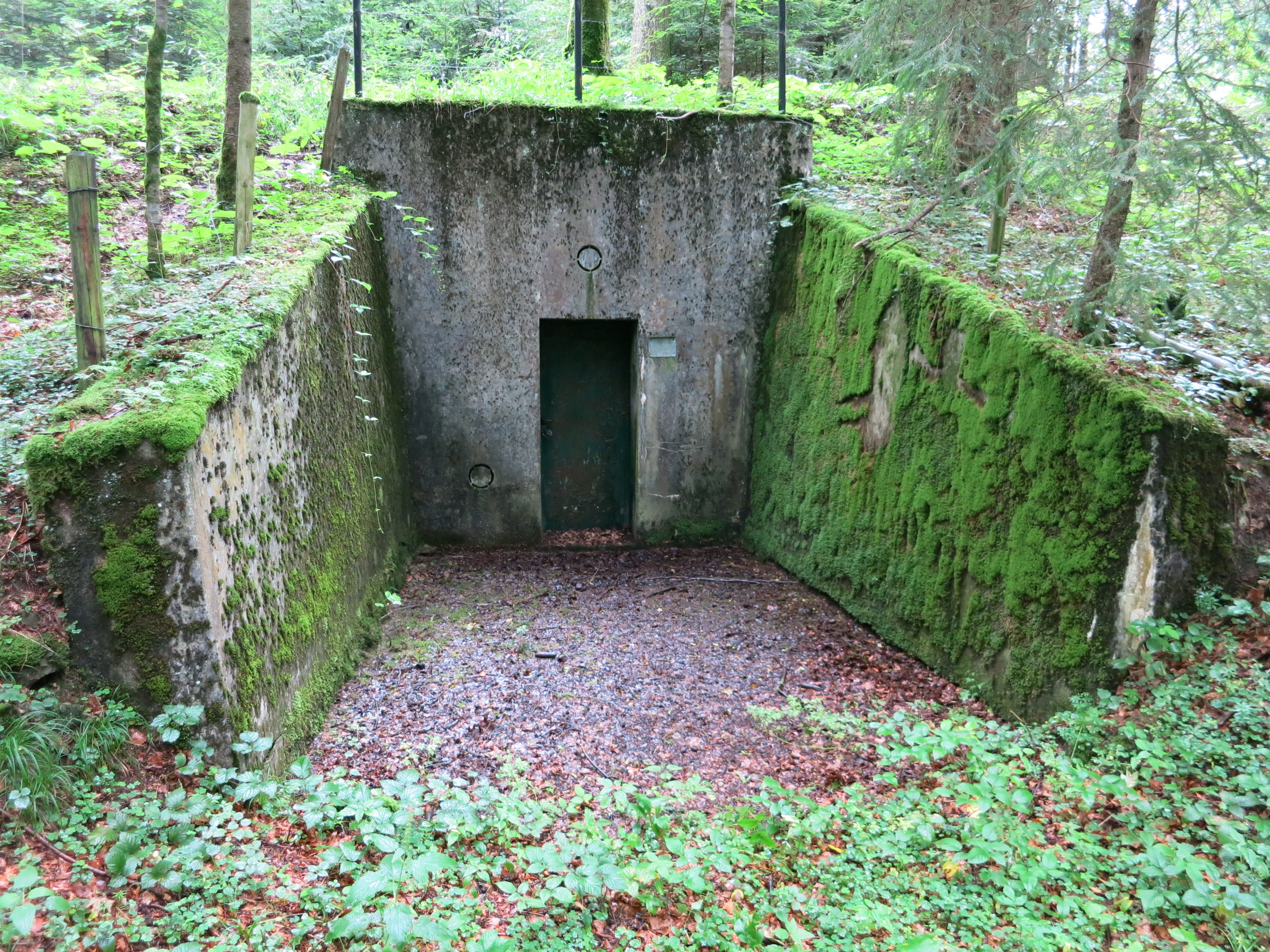
Artilleriekommandoposten «Pandur» A 7258
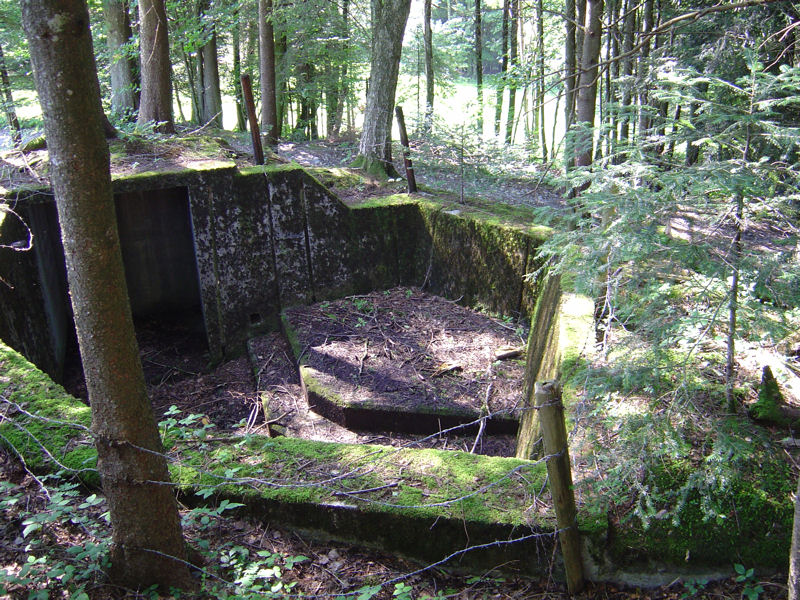
Artilleriestellung Bucklen
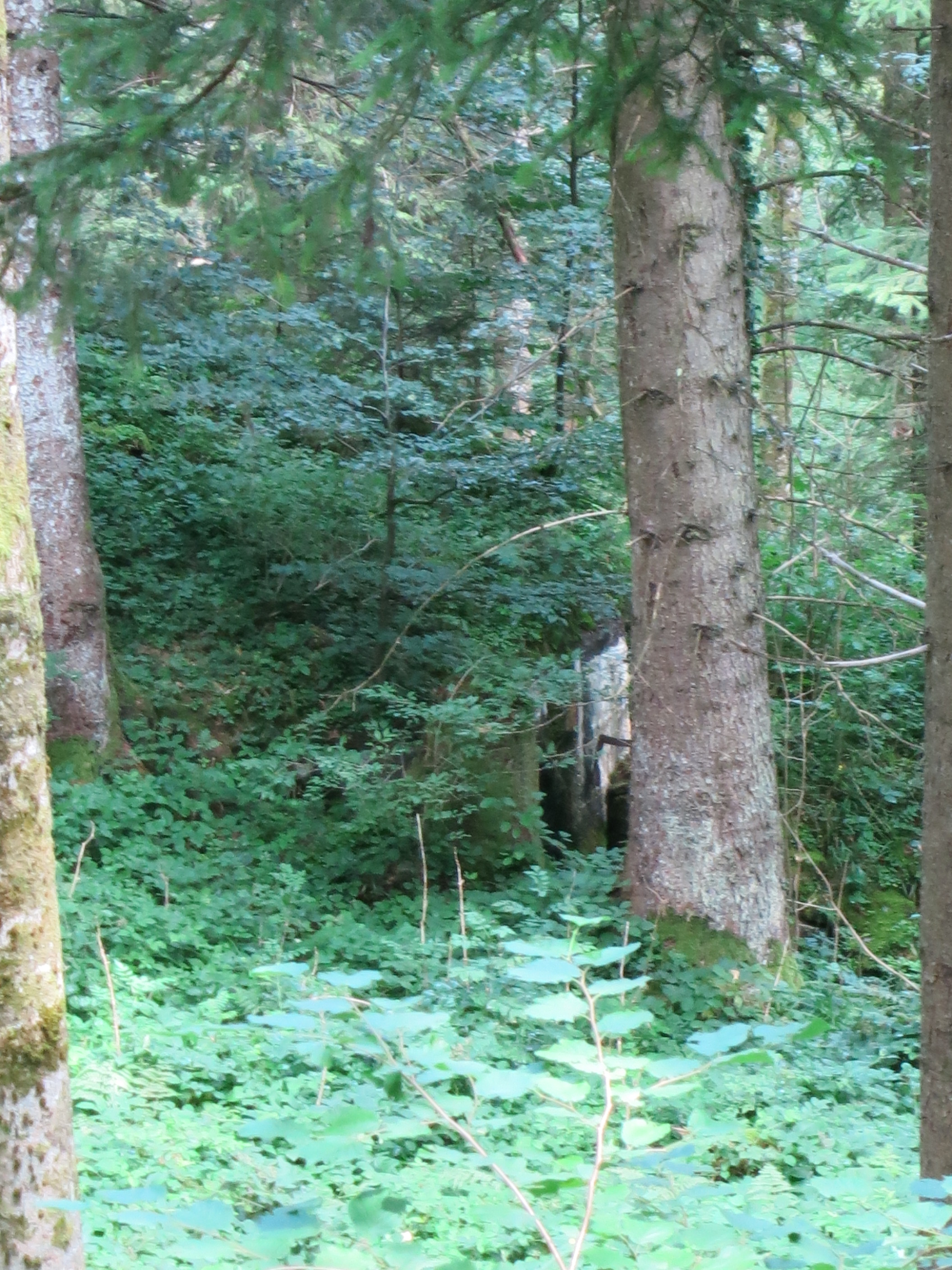
Kleinunterstand Schüsselbach Im Fang A 7270
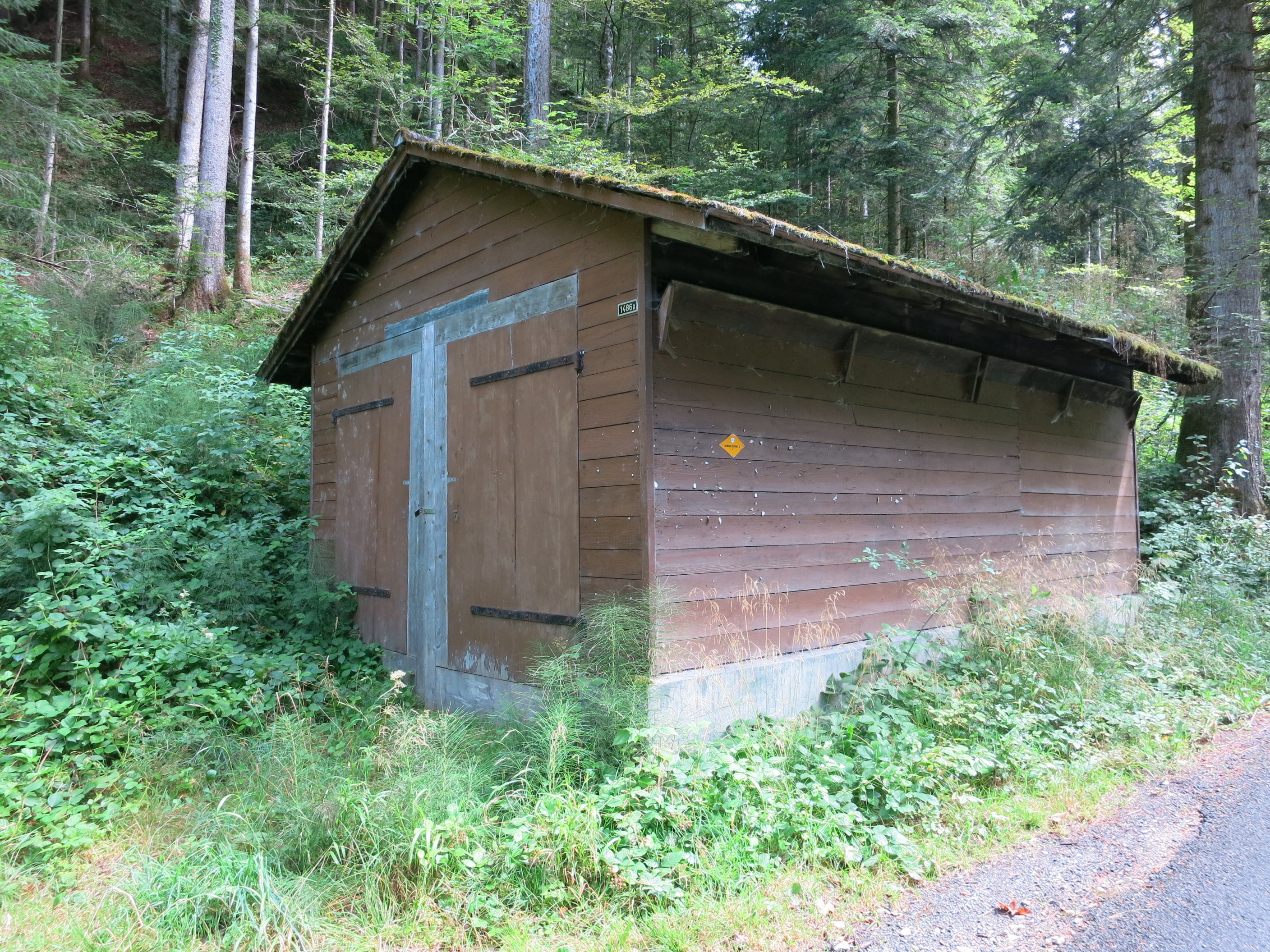
Baracke Hürital West

## Artilleriestellung Warth-Morgarten
Die gedeckten Artilleriestellungen der Schweren Haubitzenbatterie 178 befinden sich bei Schornen, Warth im Dorf Morgarten (Gemeinde Oberägeri). Sie waren mit 15 cm Feldhaubitzen 16 bewaffnet:
- Artilleriestellung Wart-Morgarten 1 A 7373⊙
- Artilleriestellung Wart-Morgarten 2 A 7374 ⊙
- Artilleriestellung Wart-Morgarten 3 A 7375 ⊙
- Artilleriestellung Wart-Morgarten 4 A 7376 ⊙[8]

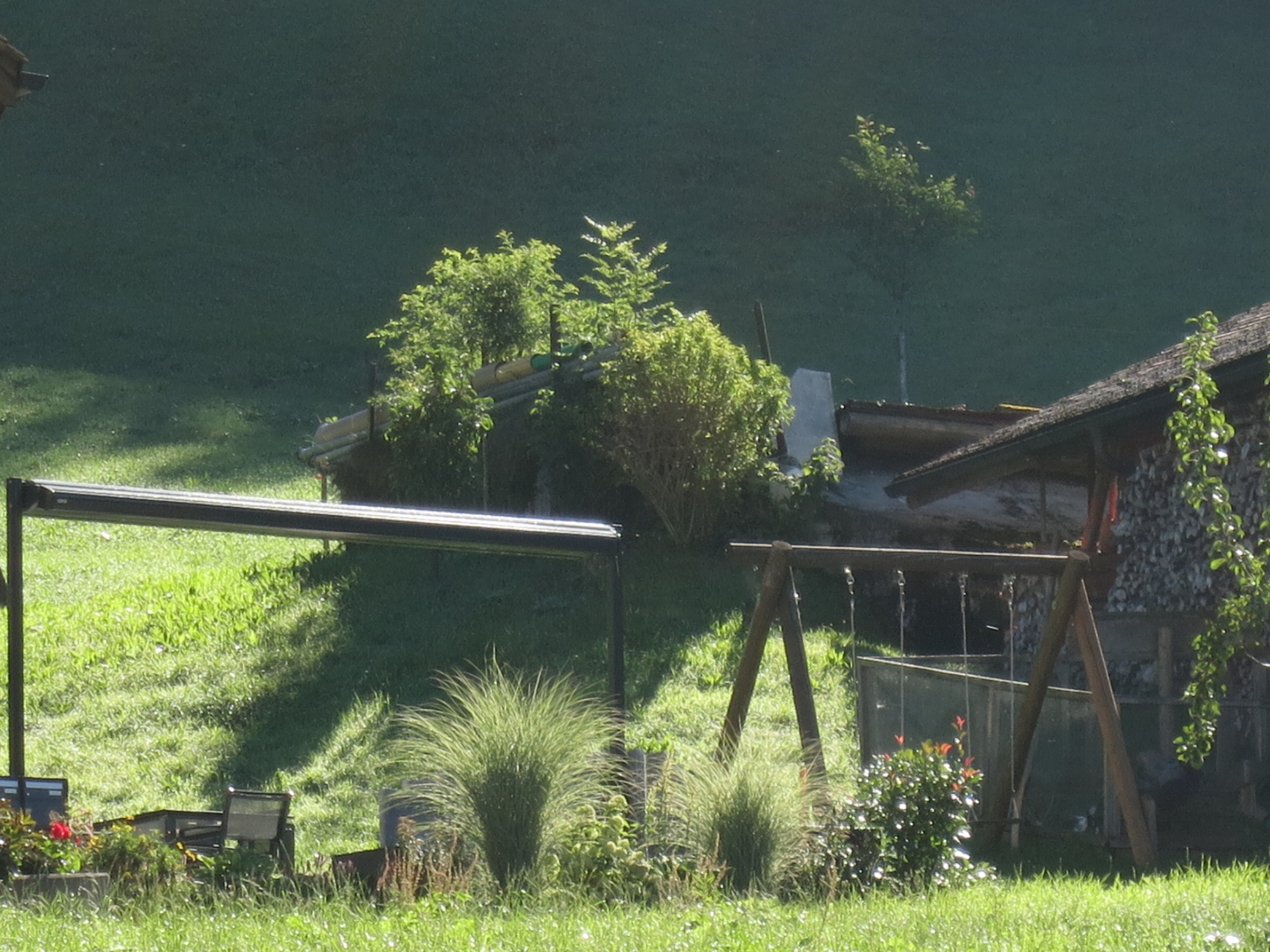
Artilleriestellung Wart-Morgarten 1 A 7373
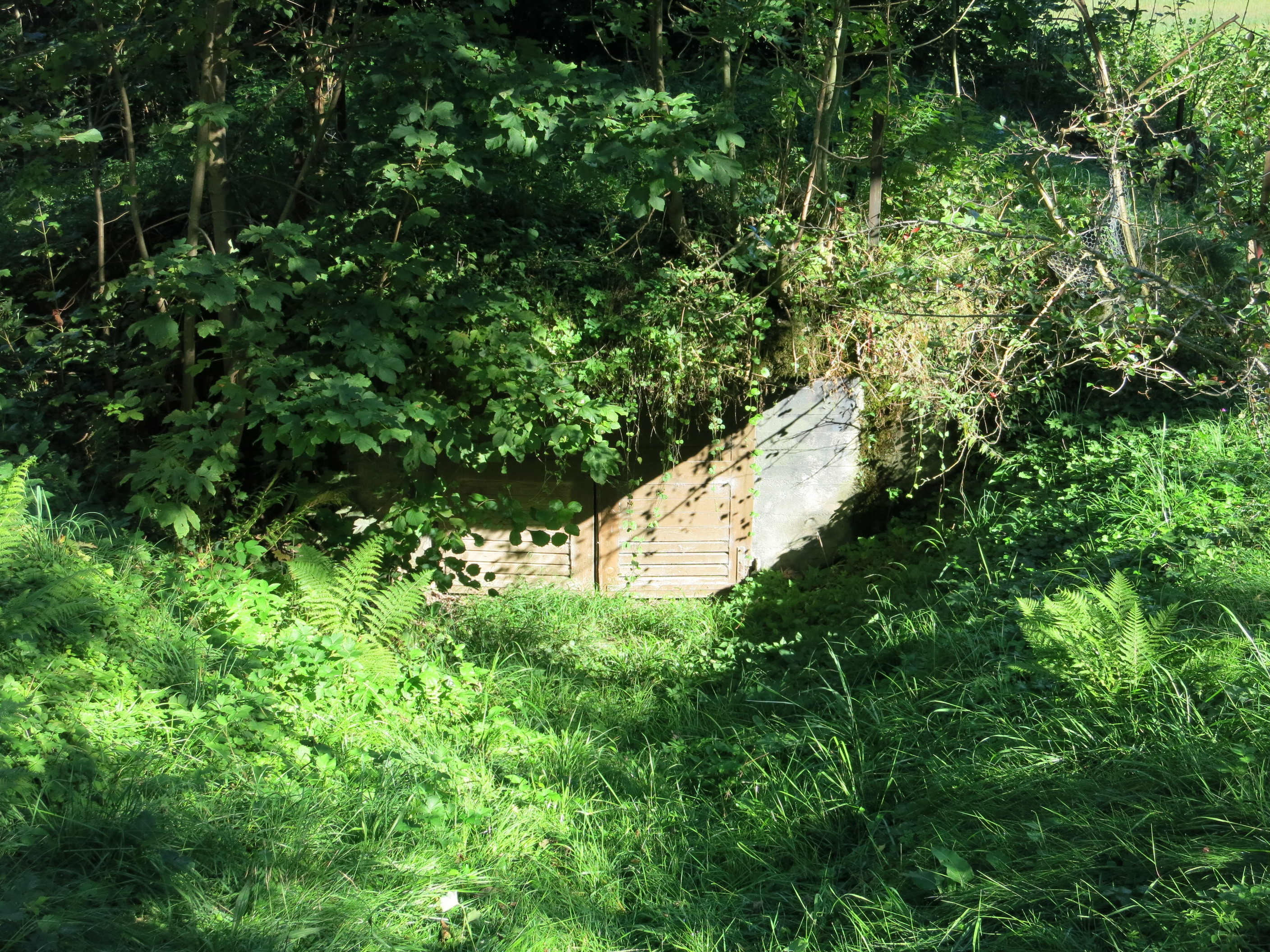
Artilleriestellung Wart-Morgarten 2 A 7374
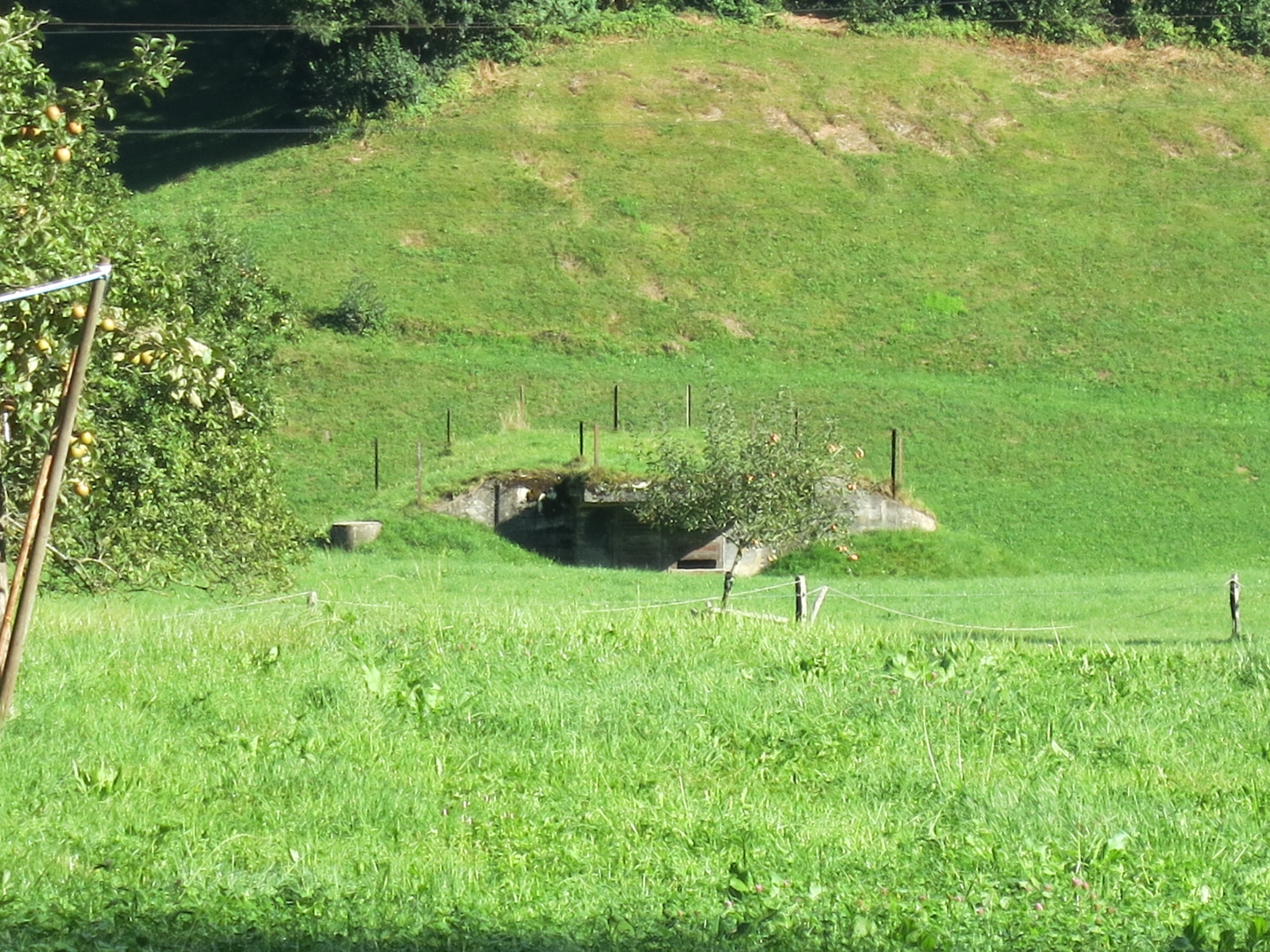
Artilleriestellung Wart-Morgarten 3 A 7375
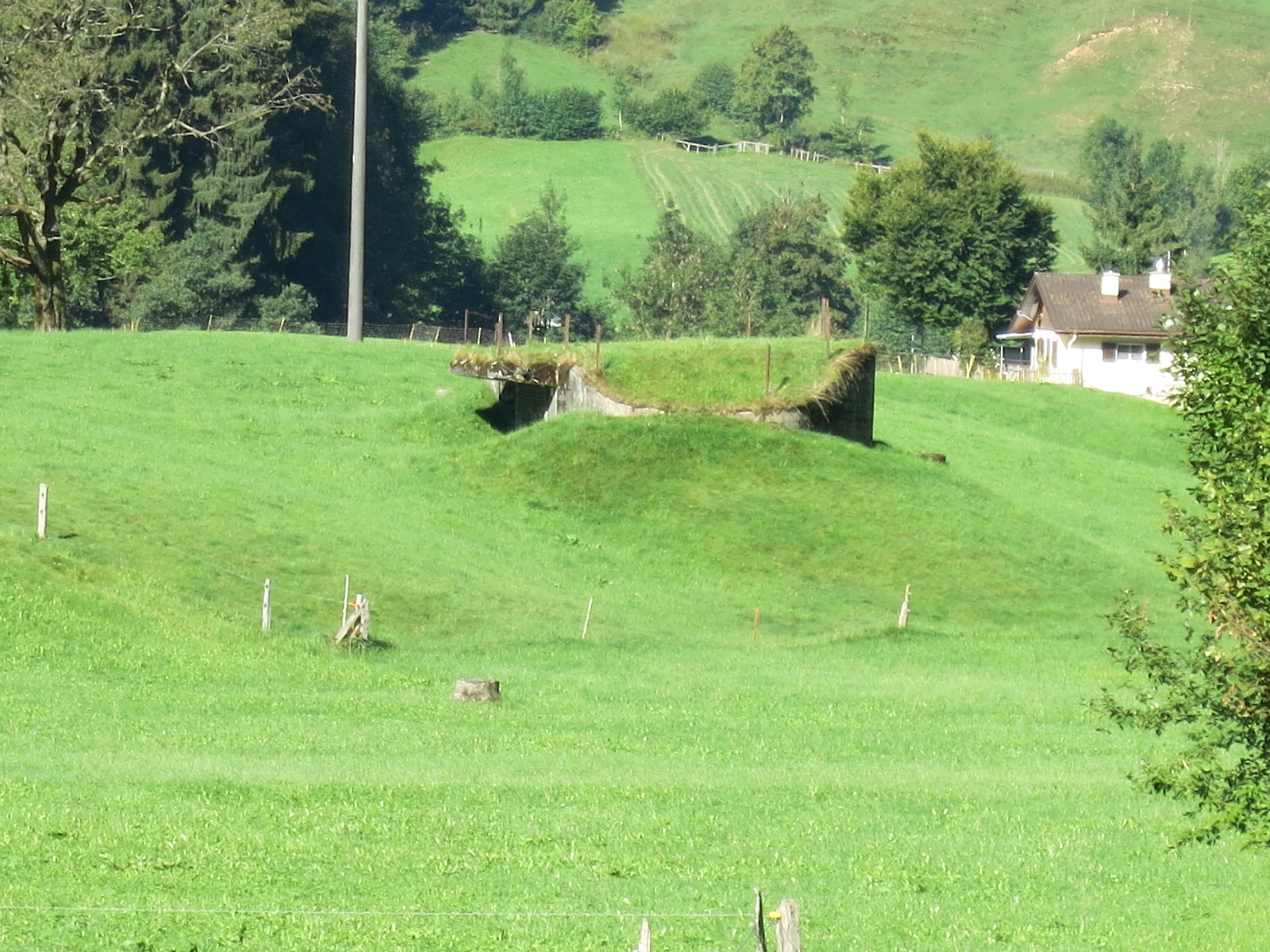
Artilleriestellung Wart-Morgarten 3 A 7375

## Militärhistorische Stiftung des Kantons Zug
Die Militärhistorische Stiftung des Kantons Zug sichert, erwirbt und unterhält bauliche Zeugen, die aus dem Zweiten Weltkrieg und aus der Zeit des Kalten Krieges im Kanton Zug stammen, um sie Wissenschaft und Öffentlichkeit zugänglich zu machen.